# Futuroscope
Le Futuroscope ou Parc du Futuroscope est un parc de loisirs français centré sur la technologie, la science et l'innovation, qui propose des expériences immersives et sensorielles combinant projections d'images et attractions à thèmes futuristes.
Il est situé dans le département de la Vienne sur les communes de Chasseneuil-du-Poitou et Jaunay-Marigny, à 10 kilomètres au nord de Poitiers. 
Surnommé Le parc européen de l'image dans les années 1990 avec l'une des plus fortes concentrations au monde de techniques de projection cinématographique innovantes et des contenus documentaires, le parc se renouvelle dans les décennies suivantes, s'écartant progressivement d'un thème purement technologique et développant des attractions et spectacles plus ludiques, thématisés voire sensationnels. 
Le site se développe au début des années 2020 avec la construction d'un resort rassemblant le parc d'attractions historique, un parc aquatique couvert (Aquascope), des hôtels thématisés, une esplanade et des activités indépendantes (vol en soufflerie ZerOGravity, salle d'évènements Arena Futuroscope). Ce resort est nommé Futuroscope Xperiences à partir de mai 2024.
Le complexe de loisirs est entouré d'une aire d'activités technologiques et de formation : la Technopole du Futuroscope, implantée sur la commune de Chasseneuil-du-Poitou, dont le développement fut intimement lié au parc dès sa conception ; cette zone intègre aussi un pôle hôtelier indépendant.
Le complexe est directement accessible par l'autoroute A10 (sortie no 28), par le réseau de bus Vitalis depuis Poitiers, et par le TGV et le TER par la Gare du Futuroscope. 
Le Futuroscope est l'un des parcs de loisirs français les plus fréquentés avec 1,92 million de visiteurs en 2022, et a une fréquentation totale s'élevant à plus de 60 millions de visiteurs accueillis depuis son ouverture en 1987.
Il a été distingué à 3 reprises par le Thea Award, décerné par la Themed Entertainment Association et récompensant la meilleure attraction au monde.

## Historique

### Le projet (1983-1987)
René Monory, président du conseil général de la Vienne, imagine au début des années 1980 une cité du futur. Profitant de la faisabilité de projets d'aménagement du territoire permis par les lois de décentralisation de 1982, il souhaite alors « créer les conditions les plus favorables au développement d'un département rural en perte de vitesse ». Il imagine alors de créer, à l'initiative du département, un équipement pour sensibiliser le public aux nouvelles technologies de l'information et de la communication. Ce projet auquel peu de personnes croyaient au départ a beaucoup évolué dans sa définition, avant d'aboutir au site du Futuroscope tel qu'il a été réalisé. 35 ans après sa création, le parc poursuit son développement et son renouvellement.
Le 24 octobre 1983, le conseil général de la Vienne décide le lancement d'un « observatoire du futur », un équipement présentant les nouvelles techniques de l'information et de la communication dans un unique bâtiment. Le 21 janvier 1984, il est décidé que cet « observatoire du futur », baptisé Futuroscope, sera implanté sur les communes de Jaunay-Clan et Chasseneuil-du-Poitou. Un concours est lancé aux architectes : le jury après deux délibérations choisit deux équipes lauréates ex æquo : Laming-Salignat et Tuloup et associés avec pour mission de réaliser le projet Laming-Salignat. Compte tenu du nombre d'architectes ainsi concernés, tous les associés se sont effacés, laissant Denis Laming et Pierre Tuloup poursuivre seul l'étude[réf. nécessaire]. Denis Laming imagine ce bâtiment en forme de plan incliné surmonté d'une sphère, symbolisant un lever de soleil sur un monde en mutation.
Le 11 décembre 1984, est posée la première pierre du bâtiment aujourd'hui nommé Pavillon du Futuroscope : un parchemin symbolique est enfoui dans les fondations du bâtiment. Ce message rédigé par Albert Ducrocq est lu par René Monory :

« De cet édifice, la première pierre est posée le mardi 11 décembre 1984 par des hommes de bonne volonté.
Alors que 475 000 000 secondes les séparent de l'an 2000, ils sont anxieux des événements appelés à marquer, d'ici à la fin du siècle, une Terre à l'ère de l'intelligence et des technologies - les civilisations agricole et industrielle d'hier laissant la place à une civilisation au substrat immatériel nommé information - avec la perspective d'une transformation profonde des professions, de la société, de l'individu lui-même.
Cependant, ils se montrent confiants, autant que fascinés par l'aventure.
Ils mesurent en effet leur chance de connaître cette heure suprême de l'histoire de l'humanité, avec le privilège de la vivre non en spectateur d'une pièce qui aurait été écrite, mais en auteur qui, par ses choix, fixe le dénouement.
C'est pour remplir leur tâche le mieux possible, pour d'abord s'informer et informer, qu'ils ont décidé de construire, sous le ciel de la Vienne, ce beffroi devant leur permettre une observation et une conduite de l'avenir, le Futuroscope. »

Le 4 février 1985, le conseil général décide la création d'un espace plus vaste autour de ce bâtiment, un « parc du Futur » comprenant plusieurs zones et pavillons thématiques, lié à une aire d'activités technologiques. Le site est alors pensé comme un « triptyque » regroupant sur un même site des activités de loisir, de travail, et de formation, intimement liés autour du thème général de la communication.
Les membres de la Commission Futuroscope parcourent le monde à la découverte de différents concepts et contenus pour développer le site : en particulier, l'exposition internationale de Tsukuba au Japon (où ils découvrent le procédé cinématographique IMAX) et le parc Epcot en Floride ont donné aux élus l'idée de concept d'un parc de loisirs à divertissement éducatif (ludotainment) avec des expositions et spectacles technologiques.
L'équipe de René Monory et l'architecte Denis Laming continuent ainsi de participer à la définition du projet plusieurs fois redessiné, dont la première phase est estimée à 200 millions de francs selon le programme de décembre 1985.
Le nom « Futuroscope », qui désignait seulement le tout premier pavillon, qualifie désormais l'ensemble du site, nommé « parc du Futuroscope ». En novembre 1985, le chantier du « pavillon du cinéma » (salle IMAX qui sera nommée le Kinémax) débute. Le 20 juin 1986, le conseil général vote le financement de la première tranche des travaux de ce « complexe scientifique et de loisirs » pour 274 millions de francs, et qui devait être opérationnel au printemps 1988 pour un achèvement prévu à l'horizon 1990. De nombreuses entreprises technologiques (dont Bull, EDF, Elf Aquitaine, Philips, Thomson…) doivent apporter leur participation au projet, tant sur la partie « aire d'activités technologiques », que sur le contenu des pavillons du parc à thème proprement dit, comme le modèle des attractions d'Epcot. Le lendemain, René Monory présente la maquette du site à la télévision régionale. Le plan de masse du parc, dessiné par Denis Laming en forme d'une « oreille à l'écoute des pulsations de l'univers », est composé du pavillon Futuroscope lui-même, d'un pavillon du cinéma (Kinémax), d'un lac et de son théâtre alphanumérique, d'un Monde merveilleux des enfants, ainsi que quatre pavillons technologiques (santé, agriculture, temps, communication…) et les Galaxies du Futur. Autour du parc se dessinent le lycée pilote et un institut international de la prospective, prémices de l'actuelle technopole.
Thierry Breton, alors conseiller de René Monory, est nommé chef de projet et directeur général du Futuroscope, et ce, jusqu'en 1990. Il dote notamment l'aire d'activités technologiques d'un Téléport, la première zone franche de France en matière de télécommunications, une infrastructure destinée à fournir des services de télécommunication de pointe aux entreprises à des tarifs compétitifs.
Le 13 juillet 1986, le Tour de France 1986 fait étape pour la première fois sur le site du Futuroscope. Cette médiatisation, suivie par d'autres étapes les années suivantes, contribueront grandement à la notoriété du parc à l'échelle internationale. En même temps, durant l'été 1986, le chantier du Futuroscope est présenté au grand public et aux médias par René Monory (alors lui-même ministre de l'Éducation nationale) qui y reçoit particulièrement la visite et le soutien de ses collègues libéraux du gouvernement Alain Madelin (ministre de l'Industrie), François Léotard (ministre de la Culture) et son secrétaire d'État Philippe de Villiers. Le projet gagne alors en notoriété et crédibilité aux yeux de la classe politique nationale, majoritairement sceptique jusqu'alors.

### Ouverture et montée en puissance (1987-1997)
Daniel Bulliard prend ses fonctions de président du directoire du parc. Alors que des visiteurs pouvaient parcourir le site encore en chantier gratuitement les semaines précédentes, le 31 mai 1987 est la première date d'ouverture officielle du parc au public avec mise en place d'une billetterie. Pour cette première saison annoncée comme une saison de pré-ouverture, le parc est ouvert jusqu'à fin août ; cette première partie comporte alors deux attractions majeures : le Kinémax et le Pavillon du Futuroscope, ainsi qu'une zone ludique, une petite usine robotisée (pavillon Tetra Pak) et d'un restaurant (Le Cristal). Son inauguration par le premier ministre Jacques Chirac a lieu le 26 juin. Non loin, une aire de formation et une aire d'activités technologiques, en chantier, commencent à former la Technopole du Futuroscope (première rentrée du Lycée pilote innovant en septembre 1987). La dixième étape du Tour de France 1987 arrive au Futuroscope le 10 juillet.
Mais le projet du parc évolue grandement au fil du chantier, dû au faible engagement de nombreuses entreprises qui étaient annoncées comme partenaires. Certains éléments initiaux du projet, tels que les Galaxies du futur, et les pavillons thématiques situés au fond du parc (pavillon de la Santé, pavillon du Temps, pavillon de l'Agriculture) sont alors abandonnés, seul subsiste le pavillon de la communication dont le contenu est pourtant entièrement revu. À leur place, il est décidé dans les années suivantes de créer d'autres pavillons présentant différents spectacles et procédés cinématographiques : le Futuroscope devient peu à peu le parc européen de l'Image ; le projet de « parc du Futur » se recentre alors pleinement sur les techniques de l'image.
Le 12 mai 1988, le Futuroscope lance sa seconde saison avec l'ouverture du premier Cinéma dynamique de quarante-cinq places, du Monde des Enfants et du Showscan (1re partie du Pavillon de la Communication). C'est aussi cette année qu'est aménagée une petite attraction dans la boule du Pavillon du Futuroscope : le Lévitoscope. Cette dernière est réalisée par l'entreprise Intamin, à qui l'on doit également le Cinéma dynamique ainsi que trois autres attractions à l'avenir, la Gyrotour, les Paysages d'Europe et le Pavillon de la Vienne. Le premier Palais des Congrès ouvre ses portes en bordure du parc en décembre 1988 (actuellement Imagic), seule portion réalisée de la zone des Galaxies du Futur. En 1989, le Cinéma en relief, le Cinéma 360° et la deuxième partie du Pavillon de la Communication offrent aux visiteurs de nouveaux spectacles. La sixième étape du Tour de France 1989 arrive au Futuroscope le 7 juillet. Le nombre de visiteurs augmente progressivement, passant de 222 500 visiteurs à son ouverture en 1987, 450 000 en 1988, jusqu'à 1 000 000 de visiteurs en 1991.
En 1990, l'Omnimax et la Gyrotour ouvrent, ainsi que la dernière phase du Pavillon de la Communication avec son architecture en goutte d'eau et le Restaurant de l'Europe. Le Futuroscope produit son premier film en 360° sur le Tour de France dont le départ a lieu cette année le 1er juillet sur le site. Un premier hôtel (Hôtel d'Angleterre, aujourd'hui Ibis) ouvre ses portes à proximité du parc. En 1991 au printemps, ouverture du Cinéautomate, ainsi que l'accueil du millionième visiteur. En 1992, inauguration du Tapis magique et des Paysages d'Europe. Le Futuroscope coproduit son premier film en relief, Thomas et les Lions. En 1993, inauguration du Solido.
Les débuts sont en effet très prometteurs et les visiteurs sont au rendez-vous avec une forte croissance chaque année. En plus du propre Hôtel du Futuroscope, d'autres hôtels partenaires se construisent sur le site au début des années 1990, permettant à la clientèle de découvrir le parc et la région sur 2 jours ou plus. Le parc étend chaque saison son calendrier d'ouverture, jusqu'à rester ouvert toute l'année à partir de février 1994. En 1994, ouverture du Pavillon de la Vienne (La Vienne dynamique) et du Cinéma Dynamique 2 de quatre vingts places au printemps, puis de l'Aquascope pendant l'été. Arrivée de la septième étape du Tour de France 1994 le 9 juillet. À l'occasion du centenaire du cinéma en 1995, inauguration d'Images Studio, un parcours scénique suspendu en omnimover, dont le système de transport suspendu provient du parc océanique Cousteau définitivement fermé en novembre 1992. Le nombre d'entrées grimpe à 2,8 millions. Dans le même temps, un nouveau palais des Congrès, offrant une capacité d'accueil plus importante, ouvre face à l'entrée du parc (Téléport 1). Le parc accueille l'émission Intervilles le 12 juillet qui se déroule sur le Lac aux images. Création de la SEML « Futuroscope Destination », agence de réservation hôtelière et billetterie à distance. Cette année-là, le parc espère alors atteindre la barre de 4 millions de visiteurs annuels pour son dixième anniversaire. L'année suivante en 1996, ouverture de L'IMAX 3D, avec la projection de Guillaumet, les ailes du courage, une fiction en relief réalisée par Jean-Jacques Annaud. Le Showscan devient le Cinéma Haute Résolution. Le nombre d'entrées est stable avec 2,8 millions.
Le Futuroscope fête ses 10 ans en 1997, et atteint cette année la barre des 2 900 000 visiteurs, chiffre jamais égalé depuis. Un nouveau spectacle nocturne, Le Lac aux Images, est présenté cette année-là, le Cinéautomate devient Ciné-Jeu, et Cyber Avenue ouvre les portes du cybermonde aux visiteurs. Le Pavillon de la Communication présente un film produit par le Futuroscope, Les Autoroutes de l’Information.

### Déclin, ère Amaury (1998-2002)
Au bout de dix ans, le parc du Futuroscope a plus que dépassé les objectifs espérés par le conseil général de la Vienne, tant en termes de fréquentation qu'en aménagement du territoire avec le développement de la technopole. Le site est reconnu comme un moteur économique de la région Poitou-Charentes, en captant une clientèle européenne. Dès lors, le parc conserve son périmètre actuel et ne se construit quasiment plus après 1996. La création d'une nouvelle gare TGV sur le site est cependant en projet pour délester la gare de Poitiers de ses nombreux touristes.
En 1998, Cyber Avenue s’agrandit avec Cybermédia et offre désormais sur 1 600 m2 un vaste espace de découverte du multimédia, d’internet, et des jeux vidéo et virtuels. L'ancien palais des congrès, désormais englobé au centre du parc, devient Imagic et ouvre au public en proposant un spectacle mêlant l’image et l’illusion. Le Cinéma Dynamique 2 devient Astratour avec un film à la découverte des satellites produit par le Futuroscope ; le 17 juillet, le parc accueille de nouveau l'émission Intervilles. En 1999, ouverture des Images du Goût et de l’Atelier du Goût dans le Pavillon du Futuroscope. Le Tour de France 1999 fait à nouveau étape sur le site le 23 juillet et un contre-la-montre le lendemain.
Mais à partir de 1998, le parc connaît un lent déclin de sa fréquentation. Le conseil général de la Vienne, considérant que le site du Futuroscope est parvenu à sa maturité et qu'il n'a plus vocation a en garder la gestion, décide le 18 mai 1999 de céder au privé la société d'exploitation du parc. Le site est toujours la propriété du département mais l'exploitation du parc est cédée en mars 2000 au Groupe Amaury (qui a régulièrement organisé des étapes du Tour de France sur le site) pour 277 millions de francs (42 millions d'euros) soit 69,5 % des parts du département contre un loyer de 36 millions de francs (5,5 millions d'euros) par an.
À partir de mars 2000, le parc est géré par le Groupe Amaury. Jean-Pierre Courcol devient alors président du directoire du parc, en remplacement de Daniel Bulliard. Le 1er avril, ouverture d’un simulateur en IMAX 3D : Le Défi d'Atlantis. Le 13 juin, ouverture de la gare du Futuroscope qui permet aux visiteurs d’accéder directement au cœur du parc via une passerelle enjambant la RN 10. Le 1er juillet, le départ du 87e Tour de France se déroule au Futuroscope.
En 2001, Philippe Laflandre, ancien vice-président de Disneyland Paris, est nommé directeur général du parc. Le 24 mars 2001 a lieu l’inauguration des nouveautés et renouvellements de films : Cyberworld à l'Imax 3D, Océan Oasis au Kinémax, Superstition au Dynamique 1, et Métropole Défi au Ciné-Jeu. Le 18 avril, le Futuroscope accueille son 25 millionième visiteur. 
Début 2002, le parc est renommé Planète Futuroscope. Au printemps 2002, ouverture de l'attraction Destination Cosmos, film de planétarium en renouvellement du pavillon Aquascope, agrandi avec une exposition en préshow et une boutique. Un nouveau spectacle nocturne conçu par Yves Pépin : Le Miroir d’Uranie et deux nouveaux films : Sur les traces du Panda au Kinémax, et Plongeurs sans limite à l'Omnimax.
Mais le déclin de la fréquentation du parc s’aggrave, conduisant à des pertes en 2001 de l'ordre de 7,6 millions d'euros. En avril 2002, les activités de logistique, nettoyage, espaces verts et maintenance technique des bâtiments et attractions (environ 200 emplois) sont externalisées. Le parc passe tout près de la faillite en 2002. Pour expliquer ces difficultés, on invoque un manque de renouvellement de ses attractions, une inexpérience du groupe Amaury dans le métier des parcs de loisirs avec une stratégie et une nouvelle identité mal définies. Expliquant s'être fait « berner » par le département de la Vienne quant à la situation du parc à son arrivée, Jean-Pierre Courcol est évincé du groupe Amaury.

### Reprise et relance (2003-2007)
Le 1er novembre 2002, avec l'appui du premier ministre Jean-Pierre Raffarin, le parc est repris par le conseil général de la Vienne, et réintégré dans le domaine public sous la forme d'une société d'économie mixte locale (SEML), dont les actionnaires sont le conseil général de la Vienne (60 % des parts) et le conseil régional de Poitou-Charentes (20 % des parts) ; les 20 % des parts restants sont détenus par le privé (Groupe Amaury principalement). Il est annoncé que le Groupe Amaury devra essuyer les dettes accumulées durant ses deux années d'exploitation ; Jean-Pierre Courcol quitte ses fonctions et est évincé du directoire du groupe par Philippe Amaury. Dominique Hummel (ancien DG des services de la région Poitou-Charentes) est nommé à la présidence du parc, tandis qu'Emmanuel de Villiers (frère de Philippe et Pierre de Villiers), directeur général du Grand Parc du Puy du Fou depuis 12 ans, vient, à la demande de son fondateur René Monory, président du conseil général de la Vienne, prendre la direction du parc du Futuroscope. Les deux hommes fixent une politique de développement de nouveaux projets ambitieux. Le parc vise alors les 2 millions de visiteurs pour 2002, l'objectif est manqué avec 1,3 million de visites, en raison du retour d'une longue période de fermeture hivernale, tout en restant accessible pour les évènements d’entreprises et les forfaits hôteliers spéciaux. Un nouveau logo symbolise le Kinémax.
Le Futuroscope renouvelle huit de ses attractions en 2003, et commence à diversifier son offre vers des contenus plus interactifs, dont un nouvel espace consacré aux jeux vidéo, La Cité du Numérique (en partenariat avec Microsoft, Infogrames et Thomson), 2 films IMAX Space Station 3D et Percussions du Monde, 2 films dynamiques, 2 nouveaux spectacles, Les Mélodies aquatiques et Les Grandes Illusions, le Pavillon de la Créativité ainsi qu'une grande exposition de photographies en plein air. Fermeture de Métropole Défi. Le tarif « enfant » s'applique désormais jusqu'à 16 ans inclus, au lieu de 12. Tout au long de la saison, des spectacles musicaux, du théâtre de rue, des festivals et des compétitions internationales (Coupe du monde de jeux vidéo en juillet).
Le parc ferme le 11 novembre 2003, puis rouvre le 7 février 2004. En 2004, une politique tarifaire offensive est mise en place avec une réduction des prix d'entrée pour les jeunes. Un festival des meilleurs films IMAX est présenté en début de saison. Le Cinéma Dynamique 2 est doté des dernières innovations et propose plusieurs films. Jacques Perrin produit en exclusivité un nouveau film pour le Tapis Magique, Voyageurs du Ciel et de la Mer. Le Rêve d’Icare promet de nouvelles sensations à l'Omnimax. De nouveaux jeux virtuels font leur apparition à la Cité du Numérique. Trois nouveautés au Monde des Enfants : le Tourbillon, la Tour des Costauds et Éclabousse (renommé l'Aspergeoir en 2007).
Beaucoup d'attractions sont renouvelées en 2005, dont le parcours scénique Star du Futur ! (remplaçant Images Studio), La Légende de l'Étalon Noir au Kinémax, un film dynamique Péril sur Akryls au Dynamique 1, et Les Yeux Grands Fermés, un parcours dans le noir dans le monde des non-voyants, présenté par des guides aveugles, au Pavillon de la Communication. En février, ouverture de Kegopolis Warriors, jeu grandeur nature à la Cité du Numérique. Le tarif basse saison est supprimé cette année. Le 27 avril, le parc reçoit son 30 millionième visiteur, et reprend sa place de 2e parc de loisirs le plus visité de France et de 5e d'Europe. Réhabilitation des boutiques de l'entrée : Comptoir de la Vienne, Spatium Bazaar, H2O, Signes du Monde, l' Alambik à Bombek. Une petite piste de ski est aménagée dans le parc pour les vacances de Noël. Cependant, le parc ne reçoit que 1,43 million de visiteurs en 2005. Il a annoncé un chiffre d’affaires de 59 millions d'euros, en hausse de 10 % et consacre à la communication un budget équivalent à 10 % de ce chiffre d’affaires. Cet investissement permet de dynamiser le parc et d'attirer les visiteurs d'une année sur l'autre. Après avoir chuté à 40 % il y a quelques années, le taux de « revisites » est remonté à 60 %.
En 2006, le parc innove sous le signe de l’Année des Robots : le 5 avril, inauguration de Danse avec les Robots dans le nouveau Pavillon des Robots, attirant environ 15 % de visiteurs de plus que l'année passée pour le seul mois d'avril. Le parc coédite aussi avec FYP Éditions le livre Robots extraordinaires, chronologie inversée des robots dans tous les domaines de 2050 à 1950. Un robot peintre et des robots-chiens Aibo de Sony arrivent également à la Cité du Numérique. Le Zoo des Robots présente au 360° une exposition de 6 robots animés expliquant l'anatomie de vrais animaux. Un nouveau film en relief est diffusé à l’IMAX 3D, le Seigneur du Ring. Nouvelle attraction au Monde des Enfants : Le Balancier des Fortiches. Un nouveau spectacle nocturne, la Forêt des Rêves, fait également partie des nouveautés de l'année. Arrivée de trois nouveaux actionnaires (Caisse des dépôts, Unibail, I.Parks), le Groupe Amaury et la région Poitou-Charentes quittent l'actionnariat. Plus d'1,4 million de visiteurs, soit un niveau légèrement supérieur à 2005.

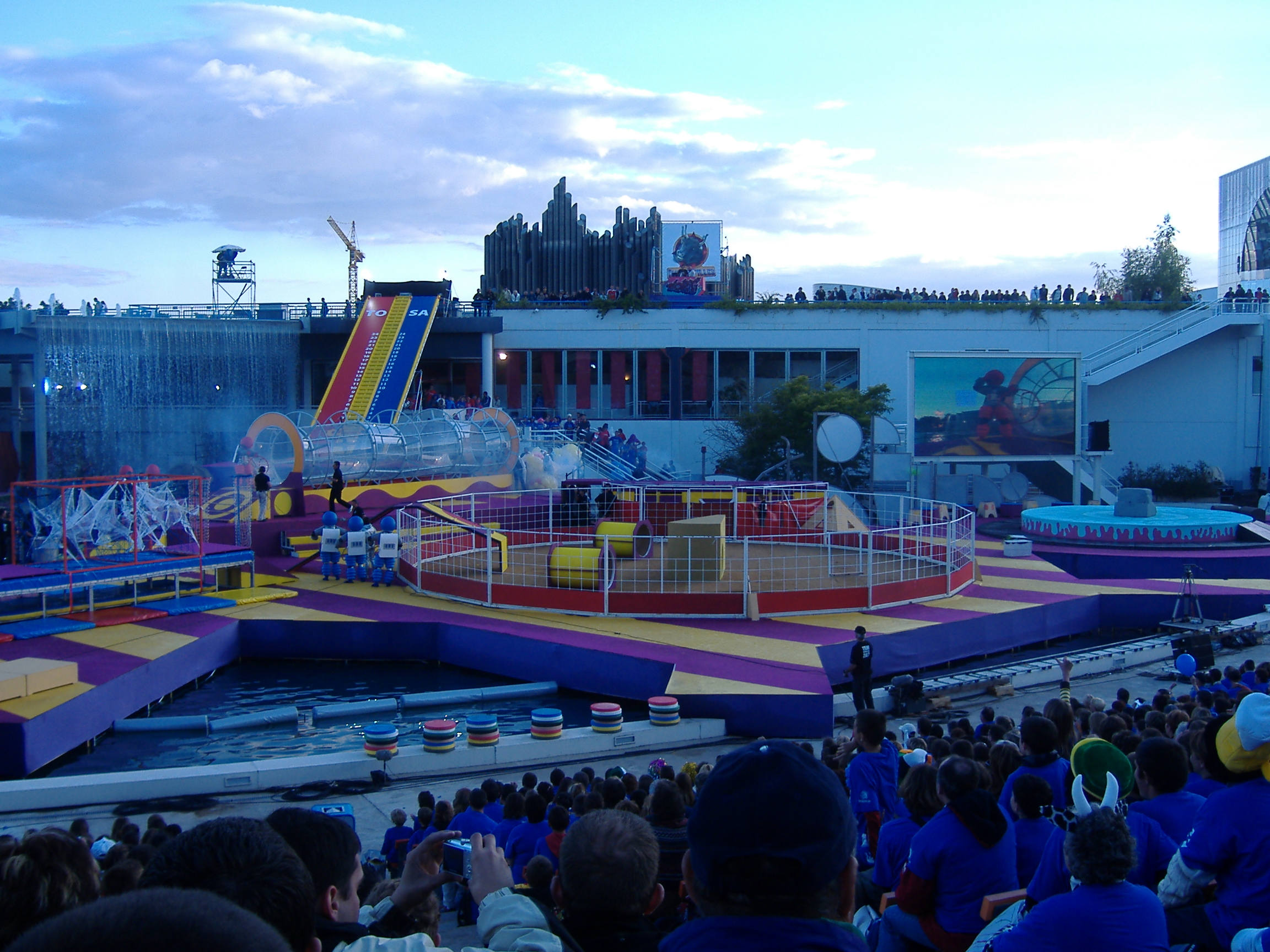
Intervilles au Futuroscope affrontant Saintes contre Tours (2007).

En 2007, de nouveaux films IMAX sont diffusés : Sous les Mers du Monde au Solido et Expédition Nil bleu au Kinémax. La Vienne Dynamique devient La Vienne Dynamique + d'effets. L'exposition photographique l'Odysée sibérienne de Nicolas Vannier est également enrichie, une autre exposition photo sur les vingt ans du Futuroscope voit le jour. Le parc ouvre ses portes à l'art en accueillant dans ses allées des œuvres de land art et des sculptures de Jean-Louis Toutain. En avril, nouvelle attraction aquatique (Splash Battle), Mission Eclabousse, au Monde des Enfants, en remplacement des bouées. Encore cinq nouveaux films au Meilleur du Dynamique. Le Cinéma 360° représente Couleurs Brésil lors de hautes affluences. Le logo de 2002 est légèrement modifié, se dotant de courbes, telle une composition florale. Le parc fête son vingtième anniversaire le 2 juin avec un concert évènement en partenariat avec la radio Alouette. Le 9 juillet, le parc accueille également le jeu télévisé Intervilles opposant Saintes et Tours, sur le Lac aux Images.

#### Premier rapport officiel
En février 2007, la Cour des Comptes a consacré une partie de son rapport annuel au « dossier Futuroscope » et a dressé un premier bilan officiel au sujet du parc d'attractions. Il apparaît notamment que plus de 240 millions d'euros de fonds publics ont été consacrés à cette initiative du conseil général de la Vienne et que l'avenir du parc était particulièrement incertain.
Ce rapport reprend de manière synthétique deux rapports d'observations définitives portant l'un sur la gestion de la société d'économie mixte locale exploitant le parc du Futuroscope et l'autre sur le département de la Vienne, rendus public début 2007,. Antérieurement, la chambre régionale des comptes avait déjà examiné certains aspects liés au Futuroscope,.

### Retour aux bénéfices (2008-2010)
Mais l'augmentation de la fréquentation en 2007 (1,598 million de visiteurs) et 2008 (1,61 million de visiteurs) permet enfin au parc de renouer avec les bénéfices.
En 2008, le parc ouvre de nouveau du 9 février au 4 janvier 2009. Les Animaux du Futur, une nouvelle attraction de type parcours scénique, utilisant la technique de la réalité augmentée, est présentée dans un nouveau pavillon ouvert le 5 avril, entre les Jardins d'Europe et le Pavillon de la Vienne ; La Citadelle du Vertige, parcours-spectacle présenté au 360° ; ainsi que deux nouveaux films, Dinosaures à l'Omnimax (à la place de la Légende de l'Etalon Noir), et Laponie Express, au Cinéma Dynamique 1 (à la place de Péril sur Akryls), présenté dès décembre 2007, Glacier run au Meilleur du Dynamique. Un nouveau restaurant ouvre ses portes, Comptoirs du monde, en remplacement de Planète Burger. Le parc du Futuroscope accueille une nouvelle fois le jeu télévisé Intervilles en direct sur France 3, le 23 juin (Paris contre Marseille). Le 35 millionième visiteur est accueilli le 10 juillet. Le 27 décembre, 8000 personnes sont évacuées du parc à la suite d'une fausse alerte à la bombe. En 2009, le parc se dote d'un nouveau spectacle nocturne Le Mystère de la Note Bleue en remplacement de La Forêt des Rêves, de nouveaux films comme Chocs Cosmiques en remplacement de Destination Cosmos, Les Astromouches à l'Imax 3D en remplacement des Mondes Virtuels, Ecodingo au Cinéma dynamique 1 en remplacement de Laponie Express. En avril, le Monde des enfants est complété par 3 nouveaux jeux. Les Animaux du Futur se voit apporter quelques modifications (réouverture le 4 avril). Le fondateur du parc, René Monory, s’éteint le 11 avril 2009. En hommage, l’Avenue du Téléport desservant le site est renommée Avenue René Monory en juillet.
Fin 2009, le parc renouvelle l'attraction Imax 3D dynamique avec Arthur, l'aventure 4D, attraction créée par Luc Besson, inspirée de l'univers d'Arthur et les Minimoys. Ouverte le 19 décembre 2009, cette attraction reprend la technique du Défi d'Atlantis avec l'ajout d'effets sensoriels 4D, une file d'attente et un préshow à thème et deux ascenseurs panoramiques. Deux nouveaux films dès février 2010 : Blues sur la Louisiane au Kinémax, et Moi Van Gogh à l'Omnimax. De multiples aménagements ont lieu cette année : création pour le printemps d'un nouveau pré-show pour le Pavillon de la Vienne (dispositif scénique mêlant projection d'images sur mur d'eau), restructuration de l'Illico Resto au Monde des Enfants, rénovation du pavillon Imagic (augmentation de la capacité et nouveaux accès depuis les passerelles), nouvelles animations artistiques et interactives à la Cité du Numérique (Le Jardin des Arts), création d'une nouvelle zone ludique. Après une augmentation de fréquentation de 7 % entre 2008 et 2009 (avec des pointes à + 15 % en moyenne durant les vacances scolaires), la saison 2010 s'annonce encore plus forte avec une progression de 10 % de février à fin août (avec un record de + 48 % de fréquentation lors du mois février), due au succès de l'attraction Arthur, l'Aventure 4D ouverte à Noël 2009. La fréquentation du parc dépasse 1,8 million de visiteurs à la fin de la saison 2010.

### Reprise par la Compagnie des Alpes (2011-2020)
Fort d'un bon état de santé financière enfin retrouvée, la Compagnie des Alpes (CDA) a annoncé en mars 2010 son souhait d'entrer dans le capital du Futuroscope et en devenir le principal actionnaire. Des négociations ont eu lieu avec le conseil général de la Vienne entre avril et octobre 2010 pour établir un nouveau montage financier. Le 14 janvier 2011, le conseil général de la Vienne transfère une partie de ses parts à la Compagnie des Alpes, pour 30 millions d'euros.
Une nouvelle SA, exploitant le Futuroscope, est créée à la place de la SEML actuelle, dont la CDA devient l'actionnaire principal à 43 %.
Le conseil général de la Vienne constitue le restant de ses parts (38 %) dans une nouvelle société, la SEM Patrimoniale de la Vienne, avec d'autres actionnaires publics (Caisse des dépôts et consignations, Grand Poitiers, Communauté d'agglomération du Pays Châtelleraudais), l'actionnariat public disposant encore d'une minorité de blocage. Le conseil général de la Vienne continue de financer les nouvelles attractions et les travaux de grosses réparations jusqu'à fin 2011, la Société du Parc du Futuroscope les reprenant à sa charge dès début 2012, hormis les travaux de bâtiments, qui sont toujours la propriété du département. Le 2 janvier 2011, le Futuroscope annonce une fréquentation de 1,825 million de visiteurs pour l'année 2010 (+ 5 % par rapport à 2009). La fréquentation du parc est en hausse pour la septième année consécutive. Le chiffre d’affaires est de 87 millions d'euros (+ 10 % par rapport à l'année 2009), avec un résultat net de 10 millions d'euros, le plus fort depuis 1987.
Dès février 2011, un nouveau film IMAX au Solido (Monstres des Mers 3D), et un nouveau film dynamique au Dynamique 2 (Coup de foudre à Pizza Hill). Une nouvelle maison écologique, Ma maison pour agir, s'installe également au cœur du parc. Dès avril, ouverture d'une nouvelle attraction ludique, interactive et multisensorielle de type Cinémaction : Le 8e Continent, au pavillon 360° (en remplacement de La Citadelle du Vertige). Début juillet, ouverture d'une nouvelle attraction en 4D sur Le Petit Prince au Pavillon de la Communication, renommé par la suite Pavillon de l'Imaginaire. Le 22 juillet, le parc accueille son 40 millionième visiteur. En novembre 2011, Arthur, l'Aventure 4D est sacrée meilleure attraction au monde par l'association internationale Themed Entertainment Association. Le 17 décembre 2011, lancement anticipé de la saison 2012, marquant les 25 ans du parc, avec l'ouverture officielle du Petit Prince et du nouveau spectacle iMagic de Bertran Lotth, mis en scène par Arthur Jugnot. Le Peuple du Futur, famille de personnages humains venant de l'an 2112, arrive sur le parc à la rencontre des visiteurs.
En février 2012, nouvelle version de La Vienne Dynamique avec l'ajout d'écrans latéraux en salle et passage au numérique ; lancement du Festival Imax, reprogrammation de 6 films ayant marqué les visiteurs durant l'histoire du parc. En avril 2012, augmentation de la capacité du Cinéma Dynamique 2 et fermeture définitive du Cinéma Dynamique 1 ; ouverture du Jardin des Énergies, nouveau parcours en lieu et place des Jardins d'Europe. Le samedi 23 juin 2012, le parc célèbre ses 25 ans avec un grand concert gratuit en partenariat avec Alouette, rassemblant 18 000 spectateurs. L'attraction Les Animaux du Futur ferme définitivement ses portes le 30 septembre 2012 pour laisser la place à un nouveau projet en 2014. Le Cinéma Dynamique 1 ferme également définitivement ses portes en décembre 2012.
La saison 2013 s'annonce sur le thème de la musique. Une nouvelle version de l'attraction Danse avec les Robots, créée avec la participation du DJ Martin Solveig, est inaugurée le 22 décembre 2012. À partir de février, est présenté le nouveau spectacle nocturne Lady Ô, réalisé par Skertzò, sur une musique originale composée par Bruno Coulais et une histoire contée par Nolwenn Leroy ; le spectacle a été officiellement inauguré le 13 avril 2013 en présence de ces artistes. D'avril à août 2013, un film en relief avec effets sensoriels sur l'univers des Beatles, Fab 4D, est projeté au Pavillon de l'imaginaire en alternance avec Le Petit Prince. Hors de la thématique musicale, plusieurs nouveaux films sont projetés dès février : Destins Sauvages à l’Imax 3D, et Tahiti Extrême au Kinémax, et un nouveau film dynamique, L'Attaque des Drones, qui enrichit la sélection du Festival du Dynamique. À partir d'avril, l'Aérobar, conçu par la société Aerophile, permet aux visiteurs de boire un verre à 35 mètres de hauteur, les pieds dans le vide avec un panorama sur les pavillons du Futuroscope.
Après une saison 2013 décevante en termes de fréquentation, le parc s'engage dans un nouveau plan de développement pour renouveler cinq pavillons entre 2014 et 2018, pour un investissement de 46 millions d'euros par la Compagnie des Alpes, plus 8 millions d'euros du département (en tant que propriétaire). Ce plan vise essentiellement à reconvertir la plupart des salles de projection IMAX et pavillons vacants en d'autres types d'attractions inédites, afin de diversifier l'offre vers davantage de sensations, de spectacle vivant et d'interactivité, tout en diminuant le nombre d'attractions type « cinéma », prédominantes dans les années 1990.
Grande nouveauté 2014, une attraction dans l'univers des Lapins crétins créée en partenariat avec Ubisoft, La Machine à voyager dans le temps, ouvre en décembre 2013 dans l'ancien pavillon des Animaux du Futur. Dès février 2014, le nouveau film IMAX Mission Hubble est proposé à l'Imax 3D, ainsi qu'un film dynamique inédit au Dynamique 2, Virus Attack, réalisé en partenariat avec l'INSERM, et une nouvelle version du spectacle nocturne Lady Ô. Une nouvelle passerelle ouverte en juin offre aux résidents de l'hôtel du Futuroscope un accès direct au parc du côté de l'Imax 3D. La nouvelle attraction Les Apprentis Pompiers ouvre en juillet au Monde des Enfants. Fin août, le parc annonce une hausse de fréquentation de + 17 % durant l'été 2014 par rapport à l'été 2013. Selon Dominique Hummel, 1 visiteur sur 2 déclare être venu au Futuroscope pour découvrir en premier lieu la nouvelle attraction des Lapins Crétins. À l'automne 2014, L'Imax 3D et le Tapis Magique sont les deux premières salles IMAX à disparaître du parc, leurs restructurations sont en cours dans le cadre du plan de renouvellement. Selon le rapport de l'année 2014 de la Themed Entertainment Association réalisé par Aecom, le « Futuroscope bénéficie d'une remontée et est également boosté par l'ouverture de La Machine à voyager dans le temps des Lapins Crétins honorée d'un Thea Award en 2015. » Avec une augmentation 13.7%, les chiffres annuels passent de 1 464 000 entrées en 2013 à 1 665 000 en cette année.
En 2015, le parc adopte un nouveau slogan : « Vous n'imaginez pas ce qui vous attend. ». Dès la réouverture en février 2015, L’Arena Fun Xpériences propose 8 défis sportifs et technologiques dans le Pavillon du Futuroscope. Le 25 avril 2015, le nouveau spectacle vivant Les Mystères du Kube ouvre dans le pavillon Imax 3D reconverti en théâtre futuriste. Également au printemps, le restaurant KaDéliceScope change de décors et devient La Table d'Arthur. Fin juillet, Futur l'expo prend place dans le pavillon Images Studio. Enfin, dès décembre 2015, L'Âge de glace 4D remplace Le Petit Prince dans la salle 4D du Pavillon de l'imaginaire. Le Futuroscope communique, via ses campagnes marketing, autour des licences telles Arthur et les Lapins crétins. Le rapport de la Themed Entertainment Association souligne que le succès de La Machine à voyager dans le temps « soulève la question de la propriété intellectuelle. »
Dès février 2016, un nouveau grand spectacle nocturne imaginé par les créateurs du Cirque du Soleil, La Forge aux Étoiles, est présenté sur le Lac aux Images, qui bénéficie d'une toute nouvelle scénographie. Deux nouveaux films IMAX : L'Explorarium (Jean-Michel Cousteau's Secret Ocean) au Solido, et Le Monde de l'invisible à l'Omnimax. En avril 2016, le Kinémax est rénové et abandonne son projecteur IMAX argentique au profit d'un nouveau procédé de projection numérique laser 4K sur son écran géant de 600 m2.
La nouvelle attraction L'Extraordinaire Voyage est ouverte au Tapis Magique en décembre 2016, marquant le coup d'envoi des 30 ans du parc en 2017. Le Futuroscope affirme alors le repositionnement de son offre et du contenu de ses attractions sur la thématique du « futur et de ses imaginaires » et des « grands rêves de l'homme ». Le parc célèbre ses 30 ans autour de plusieurs évènements de mai à juin 2017, tel qu'une color run, un rassemblement de milliers d'anciens salariés, une soirée hommage à René Monory, un concours gastronomique avec Joël Robuchon, un chœur de mille choristes, et un concert populaire en partenariat avec NRJ.
De juillet 2017 à mai 2018, un spectacle de drones imaginé par la startup bordelaise Dronisos, Drone Academy prend place dans la salle Studio 16. Une nouvelle zone de jeux La Rivière en chantier est créée dans le Monde des Enfants. À la fin de l'été 2017, 8e Continent, le jeu (pavillon 360°) ferme pour laisser place à une nouvelle attraction dynamique avec casques de réalité virtuelle, Sébastien Loeb Racing Xperience, inaugurée le 24 mars 2018 et officiellement ouverte le 7 avril 2018. Celle-ci a définitivement fermé en fin 2023. Début septembre 2017, le Solido ferme définitivement ses portes : troisième salle IMAX à disparaître du parc, le pavillon est détruit pour laisser place à un futur parcours de montagnes russes. Au Kinémax, le nouveau film Dans les Yeux de Thomas Pesquet, coproduit par le Futuroscope, est diffusé dès février 2018. Le 1er avril 2018, le directeur général adjoint Rodolphe Bouin devient nouveau président du directoire du Futuroscope, à la suite du départ de Dominique Hummel.
Alors que l'Omnimax ferme pour la saison 2019, Studio 16 présente un nouveau film Planet Power dès février. Le Monde des Enfants est modernisé et change de nom pour Futuropolis avec l'ouverture en avril de deux nouvelles attractions aquatiques et une nouvelle thématisation globale. En janvier 2019, le parc du Futuroscope devient partenaire d'une équipe d'e-sport, Unsymeria Futuroscope, qui fait ses débuts la même année en avril à la Gamers Assembly. En octobre 2019, la salle 3D Studio 16 est renommée KinéKid et propose une programmation dédiée au jeune public et plus variable au fil de l'année (Une Famille monstre pour Halloween 2019, Yéti, l'incroyable homme des neiges à Noël 2019, Drôles d'oiseaux ! début 2020…). En février 2020, le nouveau restaurant gastronomique L’Atelier des Saveurs remplace Saveurs du Soleil.

#### Pandémie de Covid-19
En raison des mesures contre le coronavirus Covid-19, le Futuroscope est contraint de fermer ses portes à partir du 15 mars 2020 au soir, veille de l'annonce du premier confinement, retardant notamment l'ouverture des premières montagnes russes du parc : Objectif Mars, annoncées pour le 28 mars 2020, dans un nouveau pavillon construit à l'emplacement de l'ancien Solido.
Le parc annonce sa réouverture les week-ends à partir du 13 juin 2020 (avec Objectif Mars), puis tous les jours à partir du 27 juin, avec un protocole sanitaire exigeant valant la première certification AFNOR « Mesures sanitaires Covid-19 » pour un parc de loisirs français, délivrée en juillet 2020. Le parc ferme à nouveau ses portes à partir du 30 octobre 2020 en raison du second confinement, terminant sa saison 2020 avec seulement 1,07 million de visiteurs (contre 1,9 million en 2019).
Le lancement de la saison 2021 prévu le 6 février est également repoussé. Conformément au calendrier de déconfinement, le parc annonce sa réouverture progressive à partir du 9 juin 2021, puis tous les jours à partir du 26 juin. À Futuropolis, le parcours aquatique Mission Éclabousse devient Aventure Éclabousse avec une nouvelle thématisation à travers les bayous. La Crêpe volante, le restaurant des Lapins Crétins est également modernisé et agrandi. Le nouveau spectacle nocturne La Clé des songes (remplaçant La Forge aux Étoiles) est joué à partir du 26 juin 2021, à la suite de la levée du couvre-feu. Dès le 21 juillet, l'accès au parc est soumis à la présentation du passe sanitaire, comme dans tous les lieux de loisirs et de culture rassemblant plus de cinquante personnes.

### Vision 2025: développement du resort (depuis 2020)
Le Département de la Vienne vote le 3 juillet 2020 le plus important plan de développement de l’histoire du parc,. Nommé Vision 2025, ce plan d’investissements d’un montant d’environ 300 millions d’euros sur 10 ans se compose de deux volets : la poursuite du développement du parc actuel (« Futuroscope 1 ») avec la construction de trois attractions majeures dont Chasseurs de Tornades (dans le pavillon Images Studio à l’été 2022) et Mission Bermudes (en remplacement du Jardin des Énergies pour 2025), et le renouvellement d’autres pavillons et spectacles ; ainsi que le développement d’un resort (« Futuroscope 2 ») aux portes du parc sur une partie des actuels parkings, comprenant de nouvelles offres d’hôtellerie et restauration thématisés (hôtel Station Cosmos et restaurant Space Loop ouverts le 29 avril 2022, EcoLodgee en 2023) et un parc aquatique couvert (Aquascope en 2024) reliés à terme par une vaste esplanade paysagère (Plaza et refonte de l’entrée principale du parc en 2024). L’objectif annoncé dans ce plan de développement est de porter la fréquentation du site à plus de 2,5 millions de visiteurs annuels (contre 1,9 million en 2019) et d’allonger la durée moyenne de séjour, afin d’augmenter le chiffre d’affaires de 75 % et la création de 750 emplois directs et induits. Le développement du resort et la restructuration du parc existant s’inscrivent également dans une démarche environnementale sur plusieurs axes : transition énergétique, gestion des déchets, consommation d’eau, biodiversité, transports.
Ce plan de développement, s’accompagnant d’un nouveau bail sur 30 ans et d’un nouveau pacte d’actionnaires, est signé le 12 octobre 2020 par le Département de la Vienne, la Compagnie des Alpes et la Banque des territoires (Caisse des dépôts), avec la création d’une nouvelle société Futur Resort qui investit 104 millions d’euros pour le volet « Futuroscope 2 ». Par ailleurs, le Département de la Vienne (à travers sa SEM Patrimoniale) cède 20% de sa participation dans la SA du Parc du Futuroscope (passant de 38,73% à 18,73%), pour moitié à la Compagnie des Alpes (passant de 45,55 % à 55,55 %) et pour autre moitié à la Banque des Territoires / Caisse des Dépôts (passant de 14,27% à 24,27%), et 1,45 % détenus par la SAPF elle-même,.
Le resort Futuroscope s’accompagne aussi de deux projets portés par le Département de la Vienne, indépendamment du parc du Futuroscope, également construits sur une partie des parkings du parc autour de la future Plaza : le complexe de vol en soufflerie ZerOGravity, ouvert en août 2020 ; et l’Arena Futuroscope, salle de spectacles et de sports de 6144 places inaugurée le 7 avril 2022.
En février 2023, l'attraction Étincelle : La malédiction de l'opale noire remplace L'Âge de Glace dans la salle 4D du Pavillon de l'Imaginaire ; La Maison à l'envers inspirée de la publicité TV de Chasseurs de Tornades est installée non loin de l'attraction. En avril, le restaurant Studio Grill est réhabilité et remplacé par Miam !.
Le 7 avril 2023 à 10 h 16, un incendie se déclare sur une batterie lithium d'un des trois wagons qui composent les trains des montagnes russes Objectif Mars, provocant deux blessés,, ; l'attraction rouvre ses portes fin juin, mais sans rotation des wagons en l'attente d'une autre solution technique.
Le parc lance un projet de réutilisation des urines des visiteurs à des fins écologiques.
En juin 2023, il est annoncé que la flamme olympique des Jeux olympiques d'été de 2024 de Paris parcourt le département de la Vienne le 25 mai 2024 jusqu'au site de célébration de l'Arena Futuroscope,,.
Pour la saison 2024, l'entrée principale du parc est entièrement réhabilitée, rouvrant ses portes en deux phases en février et mai. Le nouveau spectacle Éclipse, robotic show conçu avec le Cirque Éloize prend place dans l'ancien Imax 3D, succédant aux Mystères du Kube arrêté fin 2020. Le nouveau film Antarctica produit par BBC Earth est projeté au Kinémax (en alternance avec Dans les Yeux de Thomas Pesquet). Les travaux de la Plaza Futuroscope
Le 29 mai 2024, le Futuroscope lance un nouveau site internet et une nouvelle campagne de communication introduisant le nom Futuroscope Xperiences pour désigner l'ensemble de son resort, en prévision de l'ouverture de l'Aquascope (parc aquatique couvert, ouverture annoncée le 15 juillet 2024). Cette nouvelle identité regroupe ainsi l'ensemble des activités dépendant du parc : le Parc du Futuroscope, l'Aquascope, son offre d'hôtellerie (Hôtel du Futuroscope, Station Cosmos et restaurant Space Loop, EcoLodgee), la Plaza Futuroscope, mais aussi les activités voisines implantées sur le site : la salle Arena Futuroscope et le centre de chute libre ZerOGravity.

## L'entreprise

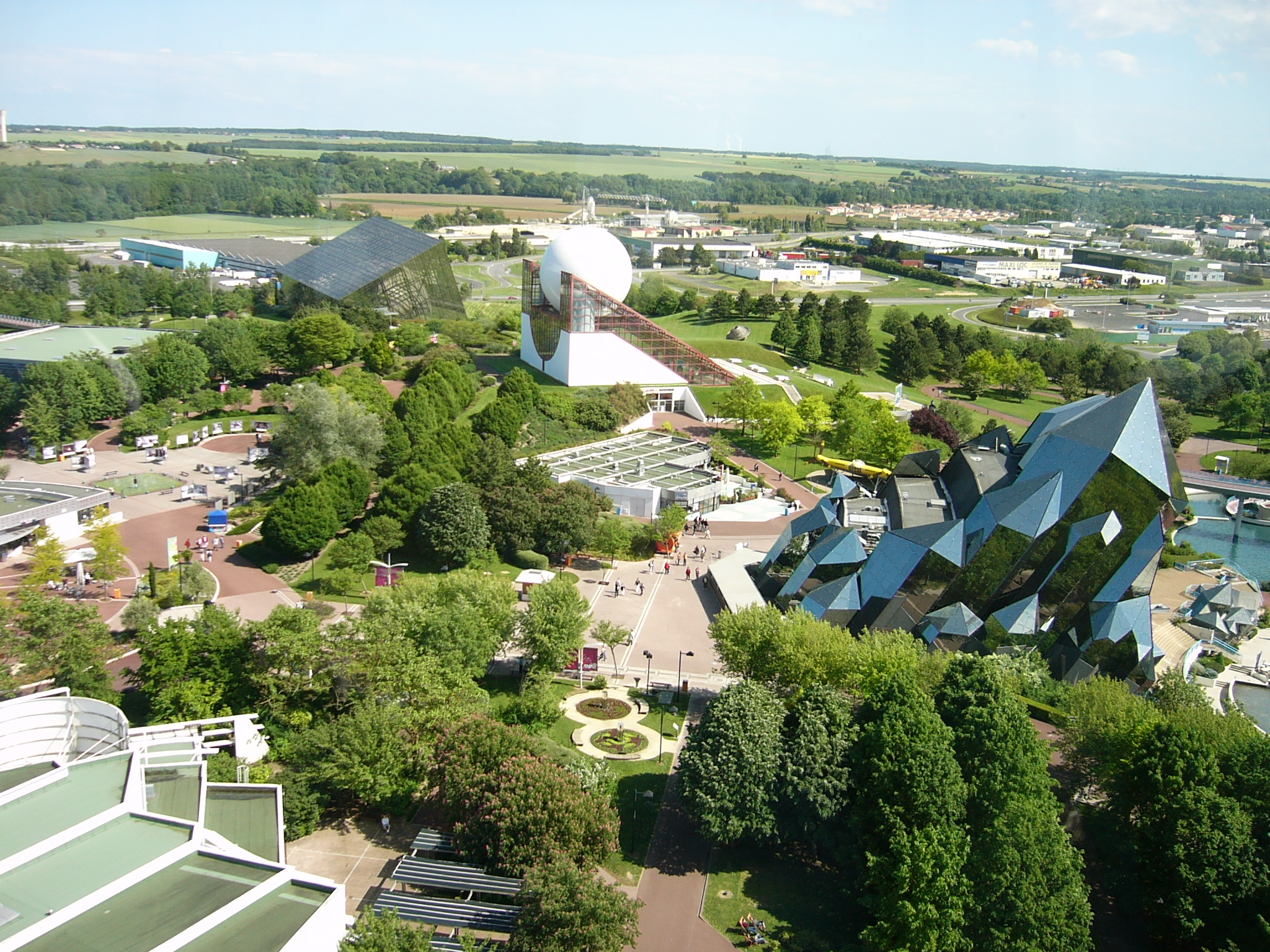
Vue du parc depuis la Gyrotour

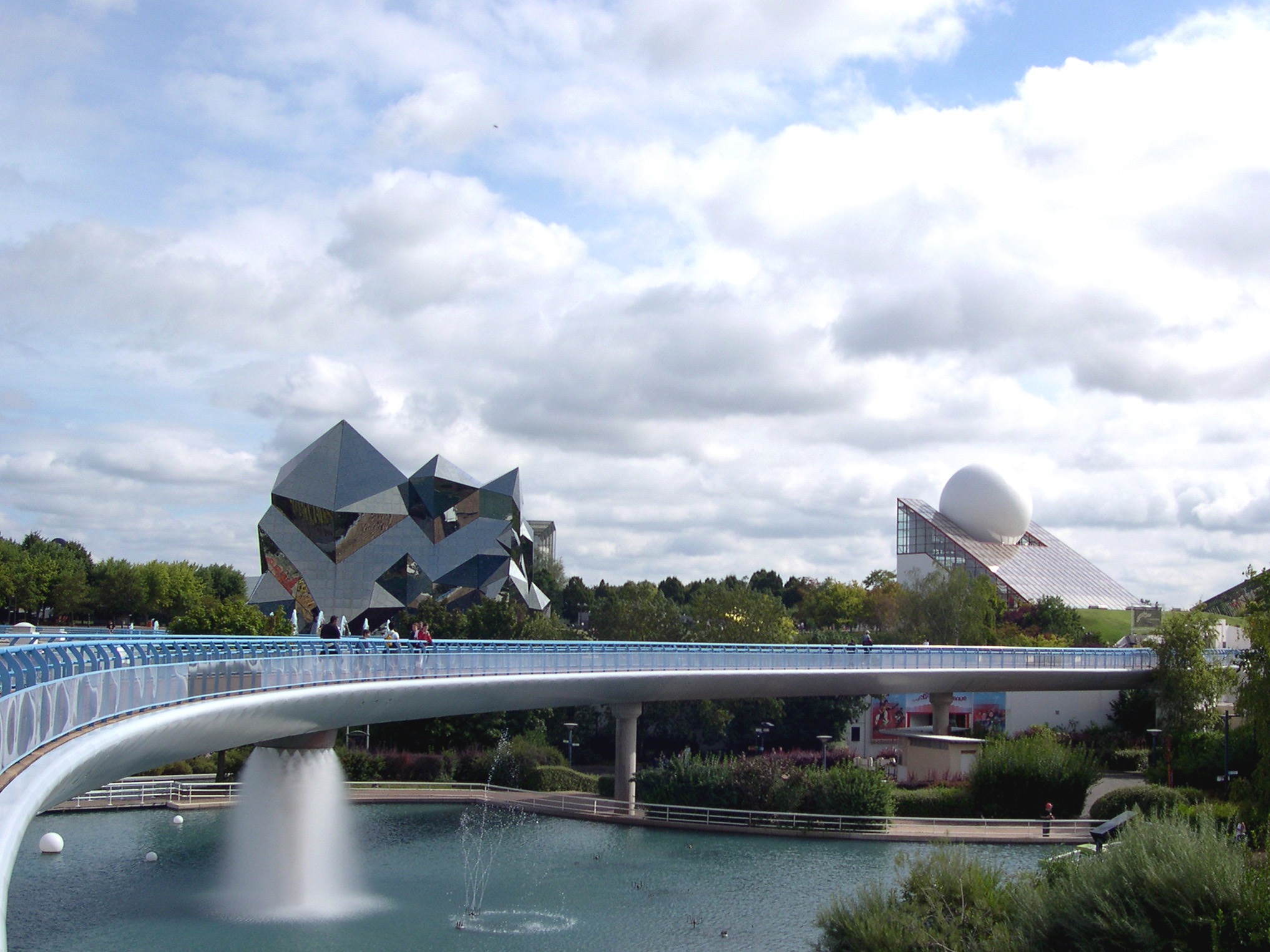
Vue du parc depuis les passerelles

### Statut de l'entreprise
Créé par le conseil général de la Vienne, sous l'impulsion de son président René Monory, le parc du Futuroscope est géré depuis le 14 janvier 2011 par une société anonyme (Société du Parc du Futuroscope) dont la Compagnie des Alpes est le principal actionnaire à 45 %, puis la SEML Patrimoniale de la Vienne à 38 % (Conseil départemental de la Vienne majoritairement), et à 17 % restants par la Caisse des dépôts et autres actionnaires privés (Unibail-Rodamco et autres). Le directoire est présidé par Rodolphe Bouin depuis le 1er avril 2018 (précédemment par Dominique Hummel de novembre 2002 à mars 2018), le conseil de surveillance est présidé par Dominique Marcel (Compagnie des Alpes) depuis 2011.
Précédemment, depuis novembre 2002, le parc était géré par une Société d'Économie Mixte (SEML Nouvelle du Parc du Futuroscope) dont le conseil général de la Vienne était actionnaire majoritaire à 70 % (associé à la Caisse des dépôts, Unibail-Rodamco et I Parks depuis 2006).
Le Futuroscope est aussi le 2e parc de France par son chiffre d’affaires (108 M€ de chiffre d’affaires en 2018) derrière Disneyland Paris, et devant le Puy du Fou (100 M€ en 2016) et le parc Astérix (83 M€ en 2016).
En 2018, le parc emploie 805 salariés en équivalent temps plein, dont 371 à durée indéterminée et 1 500 salariés saisonniers en CDD. Tous types de contrats confondus, 1994 personnes ont travaillé sur le parc en 2017.
La rentabilité a été retrouvée, le résultat net de 2017 est de 6 M€.
Les activités de maintenance technique et l'entretien des bâtiments, attractions et espaces verts sont assurés depuis 2002 par la société Dikéos (aujourd'hui filiale du groupe Dalkia France). Une réorganisation d'une partie de ces activités a lieu dès fin 2017 avec la création de Futuroscope Maintenance Développement (FMD), nouvelle société filiale à 100% du parc.
Selon l'Insee, le site du Futuroscope (parc et Technopole) génère au moins 10 600 emplois directs et induits en 2011, dont 1 600 emplois liés aux activités du parc seules.

### Logos
L'ancien emblème du parc était le pavillon du Futuroscope, une sphère posée sur un prisme triangulaire. Depuis 2003, le symbole actuel est le Kinémax (un autre pavillon du parc), stylisé comme une fleur à cinq pétales de multiples couleurs symbolisant le futur, l'image, la sensation, l'émotion et la connaissance.
Le logotype actuel depuis début 2007 utilise la police Platelet.
Le resort Futuroscope Xperiences, marque créée en 2024, reprend le logo du parc d'attractions avec ajout d'un cartouche.

Premier logo Futuroscope (1987-1998).
Logo Parc du Futuroscope : « Beaucoup plus que des images » (1999-2000).
Logo Planète Futuroscope (2001-2002).
Logo Futuroscope, le Parc (2003-2006).
Logo actuel Futuroscope (depuis 2007).
Logo dérivé 25 ans (2012).
Logo dérivé 30 ans (2017).
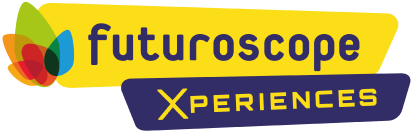
Logo du resort Futuroscope Xperiences (depuis 2024)

### Slogans
- 1987-1990 : « Un nouveau regard sur le monde qui change »
- 1991-1998 : « Le parc européen de l'image »
- 1999-2001 : « Beaucoup plus que des images »
- 2002 : « Sortez de votre planète » (Planète Futuroscope) [71],[72],[73]
- 2003-2006 : « Futuroscope, le Parc »
- 2007-2014 : « Faites vous plaisir, osez de nouvelles expériences ! »
- 2015-2019 : « Vous n'imaginez pas ce qui vous attend. »
- 2020-2024 : « Toutes les forces d'attraction »

Le terme d'« expérience » a été utilisé en 2007 pour désigner chaque attraction du parc[réf. nécessaire], d'après la définition même du mot expérience : « Tout ce qui est appréhendé par les sens et constitue la matière de la connaissance humaine ».
En 2015, le parc repositionne sa communication autour d'un nouveau slogan : « Vous n'imaginez pas ce qui vous attend. » en revendiquant un contenu plus « fun, festif, familial ».
Un nouveau slogan est adopté en 2020 : « Toutes les forces d'attraction ».

## Liste des attractions
Voici les attractions présentes sur le programme 2024 (en mai 2024), classées suivant leur numérotation :
Autrefois centré sur l'image avec l'une des plus fortes concentrations de techniques de projection cinématographique innovantes, le parc propose maintenant des attractions immersives, spectacles et parcours scéniques.
La majorité des attractions sont en intérieur.

### Attractions et spectacles
| № plan | Nom de l'attraction                         | Nom du pavillon                                    | Description | Durée                | Nouveauté saison |
| ------ | ------------------------------------------- | -------------------------------------------------- | --- | -------------------- | ---------------- |
| 1      | Chocs Cosmiques                             | Aquascope (ancien nom) Cosmoscope (depuis 2002)    | Film sur écran hémisphérique type planétarium | 23 min               | 2009             |
| 2      | La Vienne Dynamique                         | Pavillon de la Vienne                              | Cinéma dynamique avec effets sensoriels | 12 min               | 1994             |
| 3      | La Machine à voyager dans le temps          | Pavillon des Animaux du Futur ou Pavillon du Futur | Parcours scénique, projections 3D et effets 4D, univers des Lapins Crétins | 6 min                | 2014             |
| 4      | L'Extraordinaire Voyage                     | Tapis Magique                                      | Flying theater | 5 min                | 2017             |
| 5      | Mission Bermudes                            | –                                                  | Rocking Boat hybride, prototype de chez Mack Rides | 7 min                | 2025             |
| 6      | Dynamic !                                   | Cinéma Dynamique 2                                 | Cinéma dynamique, plusieurs films en multi-programmation | 5 min                | 2009             |
| 7      | Eclipse, robotic show                       | Pavillon Imax 3D                                   | Spectacle de danse et effets spéciaux en interaction avec un bras robotique | 23 min               | 2024             |
| 8      | IllusiO, un destin magique                  | Imagic                                             | Spectacle vivant de grande illusion par Bertran Lotth (week-ends et vacances scolaires) | 25 min               | 2017             |
| 9      | (vacant en 2024)                            | 360°                                               | – | –                    | –                |
| 10     | La Clé des songes                           | Théâtre alphanumérique / Lac aux Images            | Spectacle nocturne son et lumière (inclus dans le prix de l'entrée) | 22 min               | 2021             |
| 11     | Cyber Avenue                                | –                                                  | Galerie de jeux d'arcade | Accès libre          | 1997             |
| 12     | La Gyrotour                                 | –                                                  | Tour d'observation Super Gyro Tower Intamin | 7 min                | 1990             |
| 13     | Kinémax                                     | Le Kinémax                                         | Film Imax laser : - Dans les yeux de Thomas Pesquet - Antarctica 3D | 25 min               | 2018             |
| 14     | Les Yeux Grands Fermés                      | Pavillon de l'imaginaire                           | Walkthrough sensoriel dans le noir (participation financière de 5 euros) | 20 min               | 2005             |
| 15     | Étincelle : la Malédiction de l'Opale Noire | Pavillon de l'imaginaire                           | Film 4D avec lasers en 3D (unique au monde) | 11 min               | 2023             |
| 16     | KinéKid                                     | Pavillon de l'imaginaire                           | Film en 3D (programmation variable, week-ends et vacances scolaires) - Drôles d'oiseaux ! (février à septembre) - Une Famille Monstre (octobre - novembre) - Yéti, l'adorable homme des neiges (décembre - janvier) | 16 min 12 min 14 min | 2020 2019        |
| 17     | Objectif Mars                               | –                                                  | Montagnes russes tournoyantes de Intamin | 3 min                | 2020             |
| 18     | Chasseurs de Tornades                       | Images Studio                                      | Théâtre dynamique immersif à 360° | 5 min                | 2022             |
| 19     | Arthur, l'Aventure 4D                       | Imax 3D Dynamique                                  | Film 4D, dynamique, sur dôme Imax | 5 min                | 2010             |
| 20     | Danse avec les Robots by Martin Solveig     | Pavillon des Robots                                | Robocoaster | 1 min                | 2013             |
| 21     | Le Monde de l’invisible                     | Omnimax                                            | Film IMAX Dome (vacances scolaires) | 25 min               | 2015             |
| 22     | Futuropolis                                 | –                                                  | 21 attractions et jeux en plein air (voir détail ci-dessous) | Accès libre          | 1988 à 2024      |

### Futuropolis
Futuropolis (anciennement Le Monde des Enfants jusqu'en 2018), est une zone de jeux et d'attractions en plein air s'étendant sur 3 hectares. Depuis son ouverture en 1988, ses attractions sont régulièrement renouvelées. En 2019, la zone adopte une nouvelle identité, Futuropolis, présentée comme une « ville des enfants » avec l'ouverture de nouveautés à partir du 6 avril 2019, une nouvelle thématisation globale et l'arrivée de personnages.

#### Attractions de Futuropolis
| Nom de l'attraction ou zone de jeux | Détail des jeux / description                                                                            | Ouverture             | Ancien nom | Taille obligatoire (couleur de bracelet)                                                         |
| ----------------------------------- | --- | --------------------- | --- | ------------------------------------------------------------------------------------------------ |
| Les Machines de Quo                 | La Tour Gravity : attraction de type Tower de Heege Freizeittechnik                                      | 2004                  | La Tour des Costauds (2004-2018)                                                                              | – (bracelets orange, jaune et vert)                                                              |
| Les Machines de Quo                 | Le Balancier : montagnes russes junior de type Butterfly de Heege                                        | 2006                  | Le Balancier des Fortiches (2006-2018)                                                                        | – (bracelets orange, jaune et vert)                                                              |
| Les Machines de Quo                 | Le Turbo Splash : attraction de type Nautic-Jet de Heege                                                 | 2009                  | Le Splash des Loustics (2009-2018)                                                                            | – (bracelet vert)                                                                                |
| Les Machines de Quo                 | La Centrifugeuse : manège de type Luna loop de Heege                                                     | 2004                  | Le Tourbillon (2004-2018)                                                                                     | – (bracelet vert)                                                                                |
| Les Inventions de Jules             | Les As du Ciel : attraction de type Skydive de Heege                                                     | 2009                  | | – (bracelet vert)                                                                                |
| Les Inventions de Jules             | Les Ailes de Vinci : Manège de type Magic Bikes de Zamperla                                              | 2011                  | Les Machines de Léonard (2011-2018)                                                                           | – (bracelets bleu, orange, jaune et vert)                                                        |
| Les Inventions de Jules             | L'Ascenso-fusée : mini tour de chute de Preston & Barbieri                                               | 2010                  | La Fusée Yoyo (2010-2018)                                                                                     | taille maxi : 1,90 m (bracelets bleu, orange, jaune et vert)                                     |
| Les Inventions de Jules             | Le Bric à Broc de Jules                                                                                  | 2019                  | | – (bracelets bleu, orange, jaune et vert)                                                        |
| La Base nautique de Futuropolis     | Aventure Éclabousse : Splash Battle d'ABC Engineering (nouvelle thématisation de Mission : Éclabousse !) | 2021                  | Mission : Éclabousse ! (2007-2020)                                                                            | – dès 0,90m (accompagné d'un adulte) et dès 1,20m (seul) (bracelets bleu, orange, jaune et vert) |
| La Base nautique de Futuropolis     | Sauvetage Academy : Manège Jet Skis de Zierer                                                            | 2019                  | | dès 1,05m (accompagné d'un adulte) et dès 1,20m (seul) (bracelets bleu, orange, jaune et vert)   |
| La Base nautique de Futuropolis     | Le Stadium Aqualympique: Trampolines gonflables et flottants                                             | 2019                  | | 0 à 1,20m (accompagné d'un adulte) et dès 1,20m (seul) (bracelets bleu, orange, jaune et vert)   |
| Graines de Pilotes                  | Voitures pour enfants sur circuit automobile                                                             | 2008 (rénové en 2012) | | de 1,05 m à 1,40 m (bracelets orange, jaune et vert)                                             |
| Les Apprentis Pompiers              | Attraction de type Fire Academy de Metallbau Emmeln                                                      | 2014                  | | – (bracelets bleu, orange et vert)                                                               |
| Le Vélodrôle                        | Vélos flottants                                                                                          | 1988                  | Les Vélodos (1988-2018)                                                                                       | – (bracelets orange, jaune et vert)                                                              |
| Les Sœurs Elastica                  | Le Cordacorde : Jeux de cordes de Kompan                                                                 | 2012                  | Jeux Multiples (?-2018)                                                                                       | – (bracelets orange, jaune et vert)                                                              |
| Les Sœurs Elastica                  | La Pyramide : Jeux de cordes de Kompan                                                                   | 2009                  | | + 1,30m                                                                                          |
| Les Sœurs Elastica                  | L'Escaladôme : Jeux de cordes de Kompan                                                                  | 2011                  | | + 1,30m                                                                                          |
| La Rivière en Chantier              | Aire de jeux                                                                                             | 2017                  | | – (bracelets bleu, orange, jaune et vert)                                                        |
| Les Bateaux Rigolos                 | Mini bateaux à roues à aubes                                                                             | 2007                  | | de 90cm à 1,20m                                                                                  |
| Le Labyrinthe de Darko              | Labyrinthe végétal                                                                                       | 1995                  | Le Potager cosmique (?-?) Le Labyrinthe mystérieux (?-?) Le Labyrinthe (?-2018)                               | – (bracelets bleu, orange, jaune et vert)                                                        |
| Le Jardin de Bégonia                | Jeux d'eau (rénovation de L'Aspergeoir)                                                                  | 2019                  | Écla'bousse (2004-2006) L'Aspergeoir (2004-2018) Le Jardin aquatique (2019-2020)                              | – (bracelets bleu, orange, jaune et vert)                                                        |
| L'Aéroport de Futuropolis           | Aire de jeux                                                                                             | 2019                  | | – (bracelets bleu, orange, jaune et vert)                                                        |
| Le Quartier des Bambins             | Le Cocon : espace de repos                                                                               | 2021                  | | moins de 4 ans                                                                                   |
| Le Quartier des Bambins             | L'Arbre Vertige : Aire de jeux                                                                           | 2021                  | | de 2 à 5 ans                                                                                     |
| Hydro Dynamo                        | Manège Wild Swing de Art Engineering                                                                     | 2024                  | | +1,05 m                                                                                          |
| La Rivière des Bûcherons            | Mini flume-ride type bûches de Zamperla                                                                  | 2024                  | |                                                                                                  |
| Cinépolis                           | Cinéma jeune public                                                                                      | 2024                  | La Vidéo Haute Définition (fin années 1990) Espace Pyramide (salle de séminaire fermée au public - 2009-2023) |                                                                                                  |

### Animations du Futuroscope
Le Futuroscope présente aussi des animations, installations ou expositions extérieures en accès libre listées sur le Plan bis.
- L'Art au Futuroscope (depuis 2007) : land art, sculptures de Jean-Louis Toutain et autres œuvres d'art contemporain disséminées dans le parc.
- Aquacirque (2011) : fontaines et spectacle aquatique sur la place de l'Europe
- Arboretum : l'évolution du végétal, tout le long de l'allée principale du parc
- Carnivore Park (2016-2022) : jardin de plantes carnivores
- Océans : Au-delà des pôles (2024) : exposition photo (56 panneaux) sur la place de l'Europe
- La Maison à l'envers (2023) : walkthrough

### Prix et récompenses
Ces dernières années, avec les différents plans d'investissement, le Futuroscope a pris un tournant concernant la qualité des attractions proposées. L'accent est porté sur l'immersion la plus totale. Chaque nouvelle attraction propose un parcours thématisé de bout en bout dont la qualité a été reconnue par l'industrie des parcs d’attractions à plusieurs reprises. Ainsi, ces dix dernières années ont été riches en prix et récompenses : 
- Arthur, l'aventure 4D
  - Awards for Outstanding Achievement[77], THEA Awards (2012)
- IMagic
  - Meilleur spectacle de magie de l'année, Catégorie "Grand Show", Fédération Française des Artistes Prestidigitateurs[78] (2012-2013)
- La machine à voyager dans le temps
  - Awards for Outstanding Achievement[77], THEA Awards (2015)
  - European Star Award, Kirmes & Park, (2014, 2015, 2016, 2017)[79]
- L’extraordinaire Voyage
  - European Top New Attraction, Parksmania Awards (2017)[80]
- Illusio
  - Meilleur spectacle de magie de l'année, Catégorie "Grand Show", Fédération Française des Artistes Prestidigitateurs[81] (2018-2019)
- Chasseurs de tornades
  - Awards for Outstanding Achievement[82], TEA Thea Awards (2022)
  - Best product innovation[83], Park World Excellence Awards (2022)
  - Best Dark Ride or Media-Based Experience[83], Park World Excellence Awards (2022)
  - Best new ride, European Star Awards (2022)
  - Best Novelty in an Amusement Park in Europe, Worldofparks Award (2022)
  - European Top New Attraction, Parksmania Awards (2022)
  - Most Innovative Venue, Tiqets Remarkable Venue Awards (2022)
  - Meilleure nouvelle attraction de France (Catégorie + 3 millions d'euros), Parcs Fan Awards (2022)
  - Meilleure thématisation d'attraction en France (Nouvelle attraction 2022), Parcs Fan Awards (2022)
  - Thrills Award[84], Blooloop Innovation Awards (2022)

## Profil des visiteurs
En 2012, le parc réalise 38 % de ses ventes individuelles sur internet , contre 31 % aux caisses du parc.
Sa clientèle est très majoritairement française, mais il accueille également des étrangers (8 % de la fréquentation totale en 2017), en partie grâce aux vols low-cost (aéroport de Poitiers-Biard). La clientèle étrangère, est principalement espagnole pour 39 % (3 millionième visiteur espagnol accueilli le 6 juin 2009), puis britannique pour 24 % (2 millionième visiteur britannique accueilli le 8 juillet 2010), du Benelux pour 23 %, 9 % de Suisse, et 5 % d'autres pays (en 2012).
En 2017, 62 % des visiteurs sont des « re-visiteurs ». 47 % des visiteurs visitent le parc sur 2 jours ou plus. Les visiteurs sont à 80 % des individuels (dont 65 % de familles avec enfants), et à près de 20 % des groupes, dont environ 10 % de groupes d'adultes et environ 10 % de scolaires (proportions en baisse depuis 2008, plus de 5,5 millions depuis 1987). Le parc reçoit également environ 3 % de clientèle d'affaires, notamment en janvier ou en automne lorsque le parc est fermé au public.

### Fréquentation
La fréquentation s'exprime en millions de visiteurs. Le record d'affluence est établi lors de la saison 1997 avec 2,9 millions de visiteurs.

Le graphique qui aurait dû être présenté ici ne peut pas être affiché car il utilise l'ancienne extension Graph, désactivée pour des questions de sécurité. Des indications pour créer un nouveau graphique avec la nouvelle extension Chart sont disponibles ici.

Fréquentation annuelle 

222 500 (1987)
450 000 (1988)
750 000 (1989)
900 000 (1990)
1 000 000 (1991)
1 300 000 (1992)
1 950 000 (1993)
2 500 000 (1994)
2 800 000 (1995)
2 800 000 (1996)
2 900 000 (1997)
2 650 000 (1998)
2 350 000 (1999)
2 300 000 (2000)
1 950 000 (2001)
1 600 000 (2002)
1 160 000 (2003)
1 355 000 (2004)
1 435 000 (2005)
1 480 000 (2006)
1 600 000 (2007)
1 610 000 (2008)
1 680 000 (2009)
1 825 000 (2010)
1 741 000 (2011)
1 730 000 (2012)
1 464 000 (2013)
1 665 000 (2014)
1 830 000 (2015)
1 900 000 (2016)
1 990 000 (2017)
1 850 000 (2018)
1 900 000 (2019)
900 000 (2020),
1 100 000 (2021)
1 920 000 (2022),
1 975 000 (2023)

## Architecture
Les pavillons du Futuroscope sont signés par l'architecte Denis Laming. Ces bâtiments, de style « néo-futuriste » selon l'architecte, sont principalement composés de métal, de verre semi-réfléchissant, d'alucobond, matériaux modernes. L'emploi de formes géométriques élémentaires (sphère, triangle, cube, cylindre…) ou minérales (goutte d'eau, cristal…) donne aux pavillons un style à la fois moderne et intemporel, présentés comme des « archisculptures ».

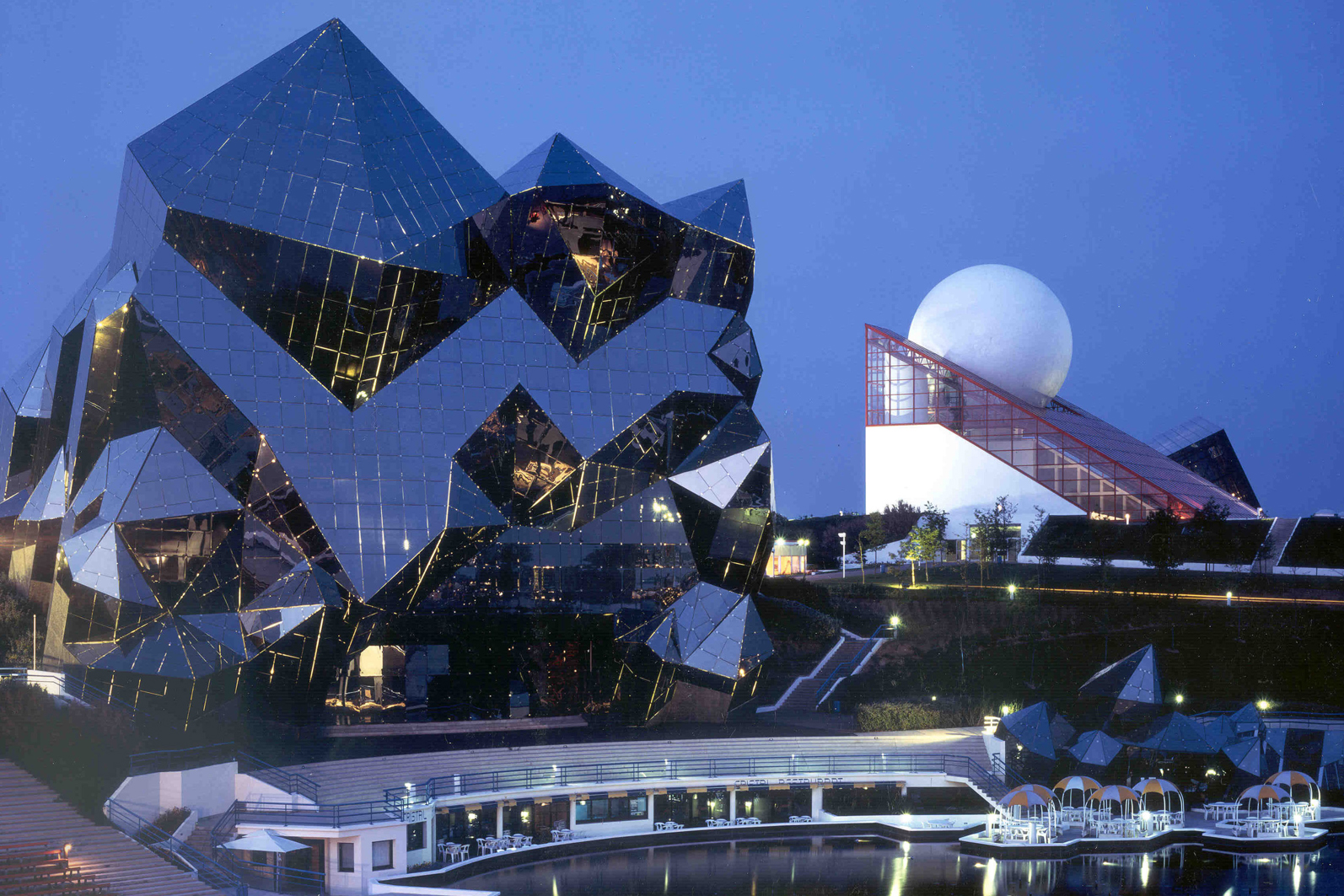
Le Kinémax et le Pavillon du Futuroscope
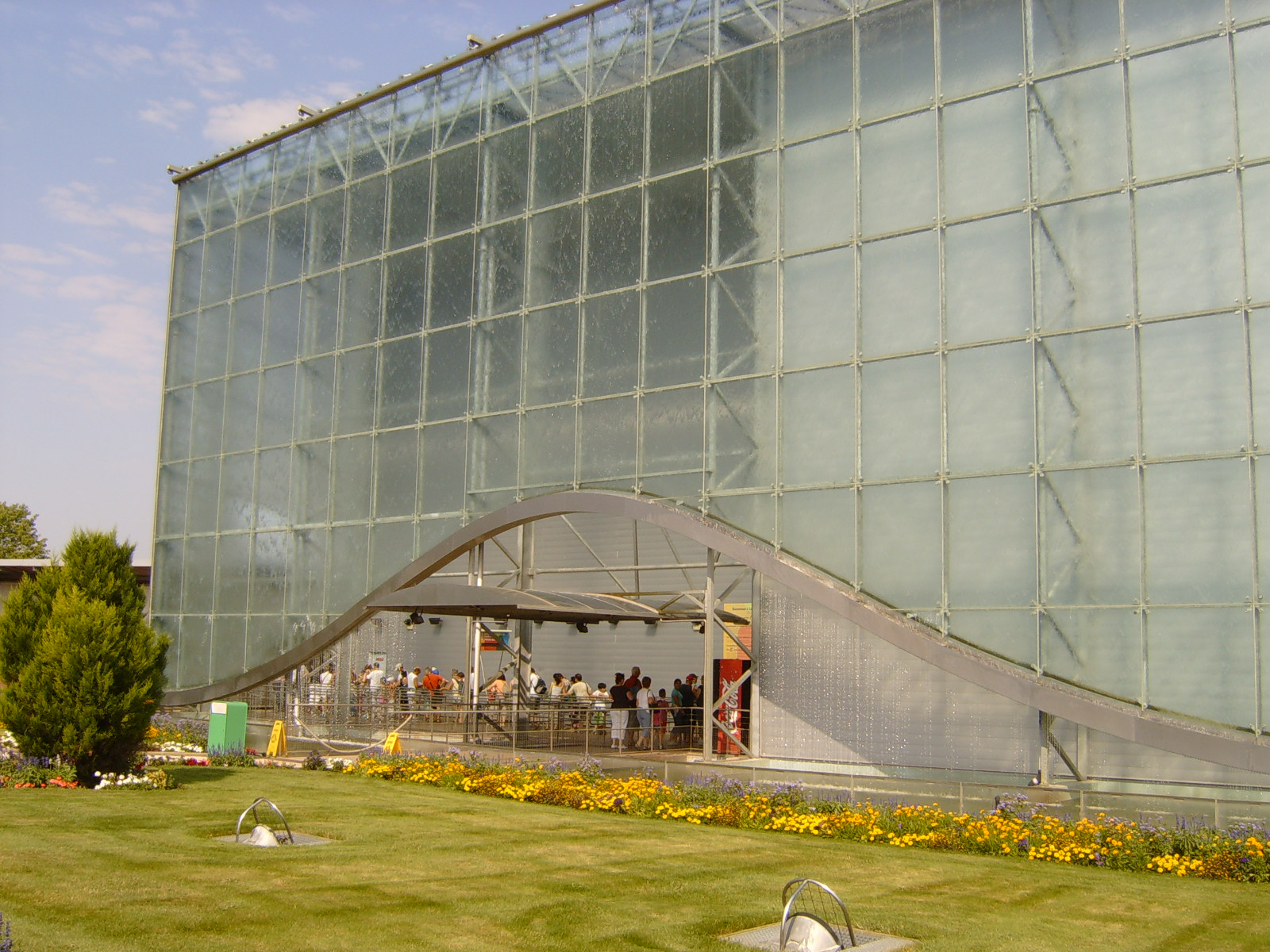
Pavillon de la Vienne (La Vienne Dynamique)
Imax 3D Dynamique (Arthur, l'Aventure 4D)
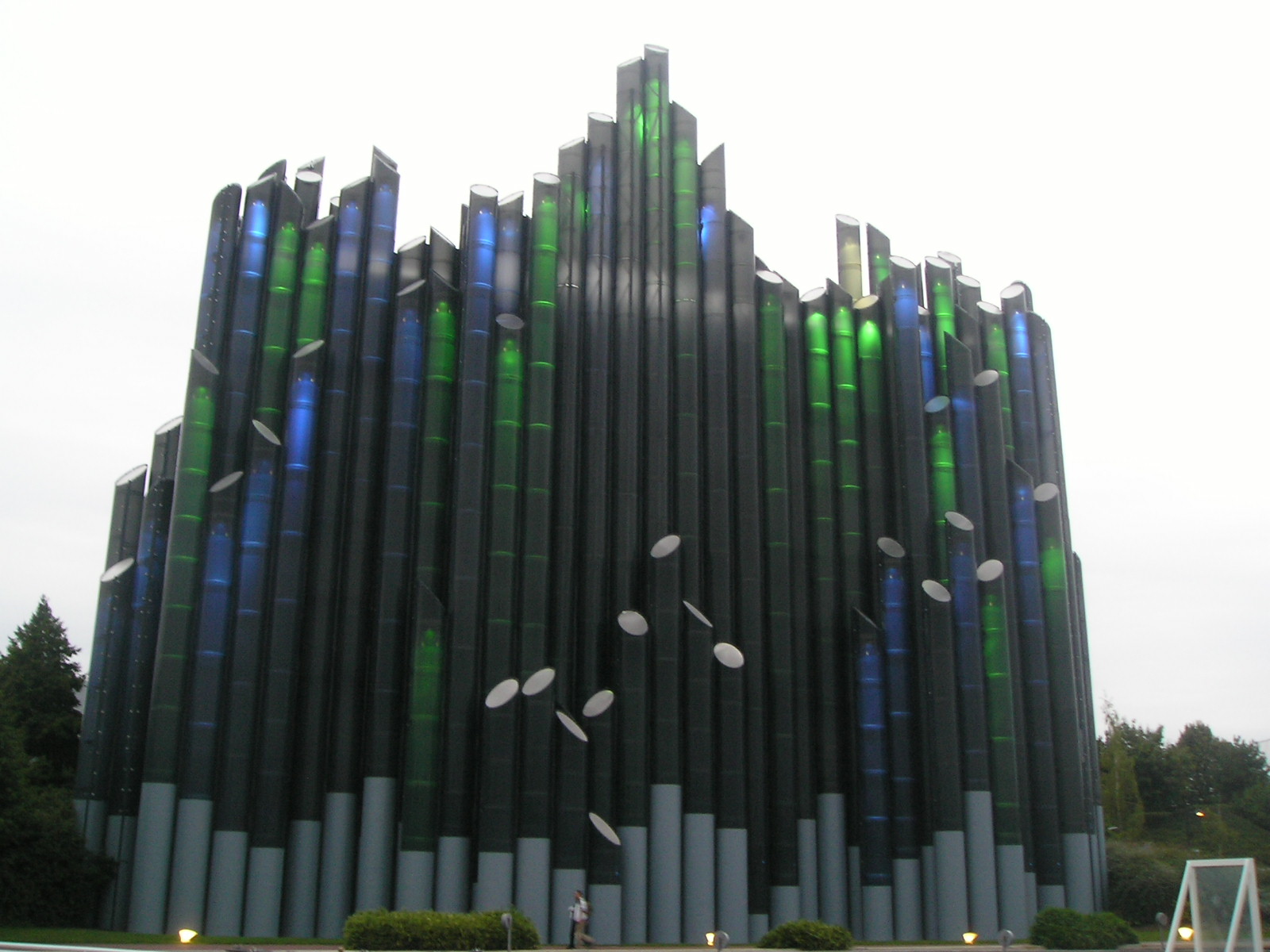
Le Tapis Magique (L'Extraordinaire Voyage)
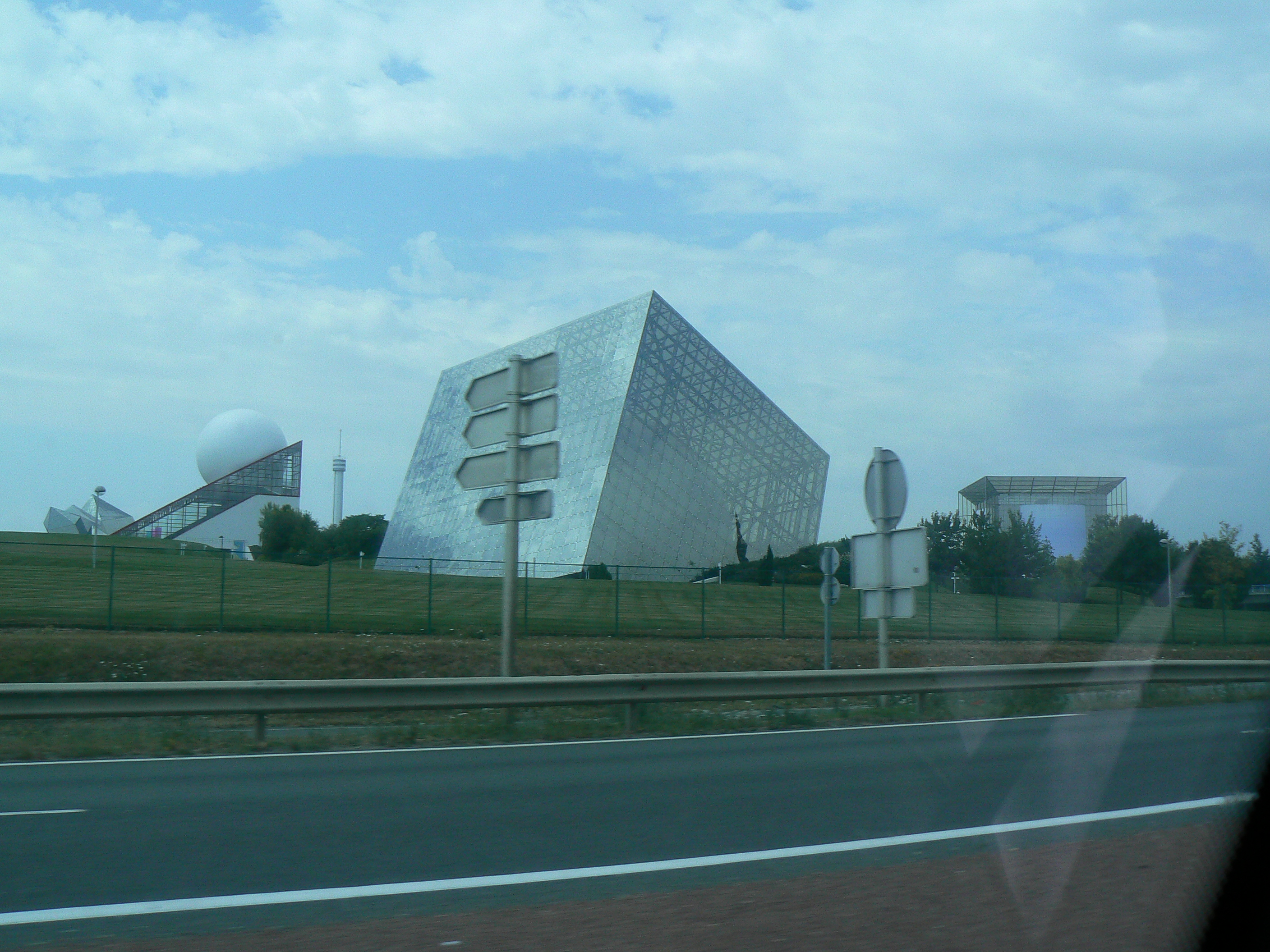
L'Omnimax vu depuis la D910
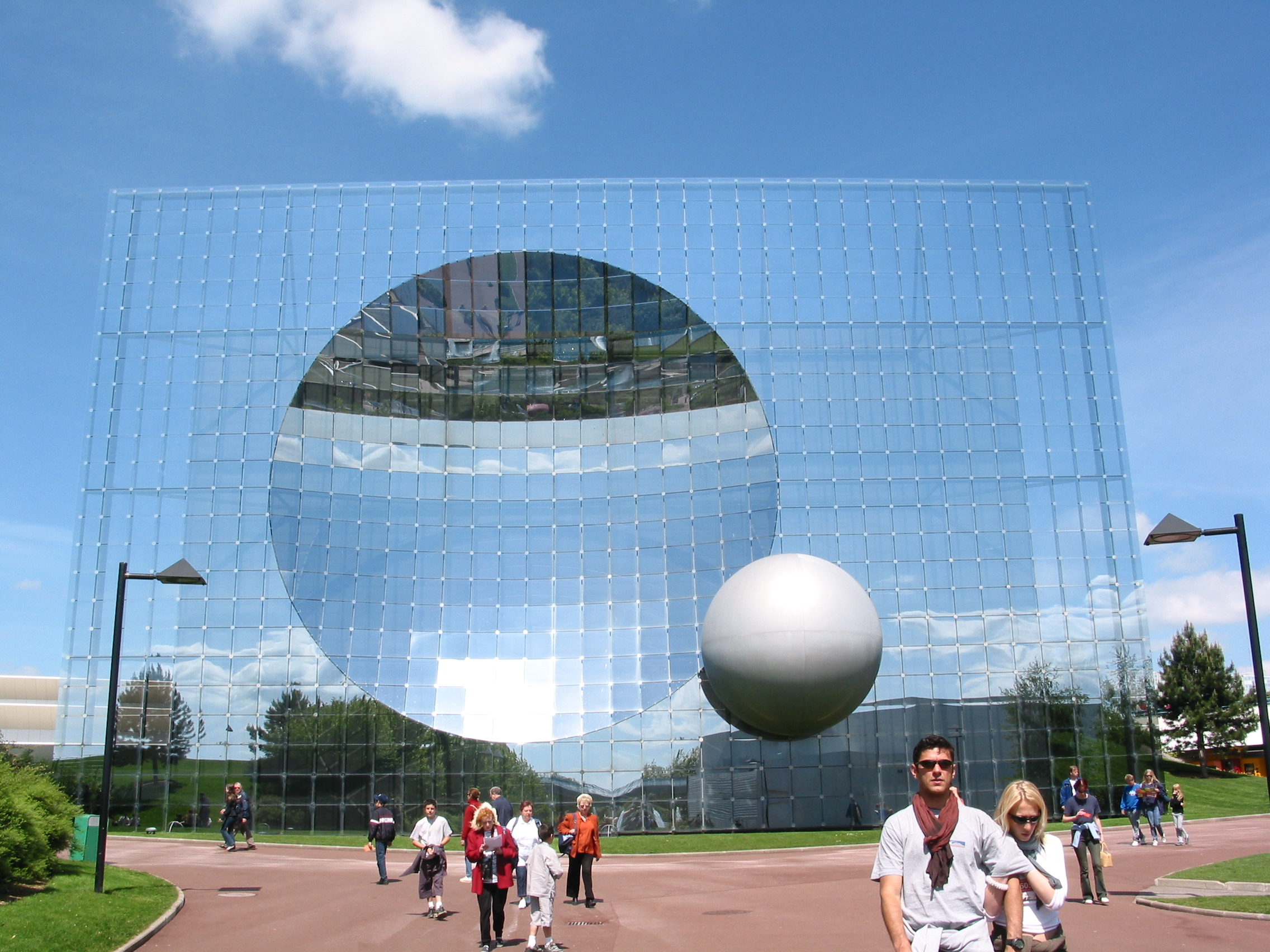
L'Imax 3D

L'emploi des noms des pavillons n'est presque plus utilisé publiquement depuis 2001, au profit du nom du film ou de l'attraction qu'ils contiennent.
Voici la liste des années d'ouverture des principaux bâtiments et espaces en plein air :
| Année | Pavillon ou espace                                        | Commentaires |
| ----- | --------------------------------------------------------- | --- |
| 1987  | Pavillon du Futuroscope*, Kinémax, Théâtre alphanumérique | La sphère blanche surplombant le pavillon a été démontée en octobre 2012 puis remplacée en novembre 2014. |
| 1988  | Cinéma Dynamique 1*, Pavillon de la Communication*        | Le Pavillon de la Communication est bâti en trois phases, achevé en 1989, renommé Pavillon de l'Imaginaire en 2011. Le Dynamique 1 est fermé depuis décembre 2012. Prévu d'être reformulé en salle d'arcade.                          |
| 1989  | Cinéma 360°, Cinéma en Relief*, Le Monde des Enfants      | Cinéma en Relief est détruit en 2005. |
| 1990  | Gyrotour, Omnimax                                         | Omnimax : salle (sphère) ouverte en 1990, cube construit en 1991. |
| 1991  | Cinéautomate, Lac II (Monde des Enfants)                  | Le Cinéautomate est fermé depuis 2003. |
| 1992  | Tapis Magique*, Paysages d'Europe**                       | * Tapis Magique reconverti en salle dynamique en décembre 2016 ** Transformé de tow boat ride en walkthrough en 2000 (le Jardin des Énergies de 2012 à 2021) Transformation pour un coaster aquatique "Mission Bermude" prévu en 2025 |
| 1993  | Solido                                                    | Détruit depuis fin 2017. |
| 1994  | Pavillon de la Vienne, Aquascope, Cinéma Dynamique 2      | Devenu l'unique cinéma dynamique (la 4DX) à la suite de la fermeture de celui ouvert en 1987 |
| 1995  | Images Studio                                             | Reconverti en salle dynamique 360° à effets spéciaux pour "Chasseur de tornades" |
| 1996  | Imax 3D                                                   | Reconverti en salle de spectacle en avril 2015. |
| 2000  | Imax 3D Dynamique, Gare du Futuroscope                    | Changé en 2009 pour s'inspirer de l'univers des Minimoys. (Gare TGV) Suppression du service billetterie en espèces (paiement par borne par CB).                                                                                       |
| 2002  | Chocs Cosmiques                                           | Extension-restructuration de l'Aquascope. Le bâtiment n'a officiellement plus de nom propre. |
| 2006  | Pavillon des Robots*                                      | Construit à l'emplacement de l'ex-Cinéma en Relief. Changement en 2013 en compagnie du DJ Martin Solveig Changement des robots (en passant des deux places à trois places datant de 2023 jusqu'à l'ouverture en 2024).                |
| 2008  | Les Animaux du Futur*                                     | Devenu La Machine à voyager dans le temps en décembre 2013. |

L'architecture de plusieurs pavillons du Futuroscope dont le Kinémax, le Pavillon du Futuroscope, l'Omnimax et le Tapis Magique, a été plagiée dans le parc d'attractions Changchun Movie Wonderland (ca), ouvert en 2005 à Changchun dans le nord-est de la Chine.
À partir des années 2010, différents architectes et équipes de maîtrise d'œuvre concourent à la conception des projets du parc historique et du resort, notamment : David Joulin pour les rénovations intérieures de l'Imax 3D (2015) et du Kinémax (2016), Umberto Tumino pour Objectif Mars (2020) et la rénovation de l'entrée principale (2024), Patriarche pour l'Arena Futuroscope (2022), SFP&A pour l'hôtel Station Cosmos et le restaurant Space Loop (2022), Rougerie+Tangram et Claire Archimbaud pour l'hôtel EcoLodgee (2023), Signes Paysages pour la Plaza Futuroscope (2023-2024), Art'ur pour l'Aquascope (2024).

## Technopole

Logo de la Technopole.

Palais des congrès du Futuroscope.

Sous l'impulsion du conseil général de la Vienne, s'est développée en même temps que le parc une technopole, organisée en cinq « téléports » sur 200 hectares, en construction permanente. Plus de 160 entreprises sont installées sur le site pour une surface de plus de 270 000 m2 de bureaux. En 2006, la technopole a construit en plus 25 000 m2 de bureaux pouvant accueillir tous types d'entreprises. Un parc hôtelier propose 2 000 chambres allant de une à quatre étoiles. La Technopole a attiré environ 3 000 étudiants et un peu plus de 700 chercheurs qui travaillent en laboratoire sur les études aérodynamiques, les combustions, la mécanique et la physique des matériaux, mais aussi dans les domaines de l'aéronautique, des biomécaniques et des nouvelles technologies. La technopole du Futuroscope possède également une cinquantaine de salles de réunion de toutes capacités en plus du Palais des congrès de 8 000 m2.
Le site comprend entre autres les locaux du Cned, le Lycée pilote innovant International (LP2I) de Jaunay-Clan), une formation en intelligence économique et une en Communication à l'ICOMTEC, une antenne de l'ESCEM, une formation de la faculté de droit de Poitiers (le Magistère en droit des TIC), une partie de la faculté des sciences de l'Université de Poitiers (le SP2MI) et l'ENSMA depuis 1993), l'IAAT, un Palais des Congrès (1995) remplaçant l'ancien auparavant au sein du parc, une antenne du CNASEA, le centre d'appel de Carglass, la direction d'Aréas Assurances, une pépinière du Centre d'Entreprises et d'Innovation de la Vienne, le nouveau siège de la Chambre de commerce et d'industrie de la Vienne, le centre européen de recherche et de formation de ZTE …

## Accès

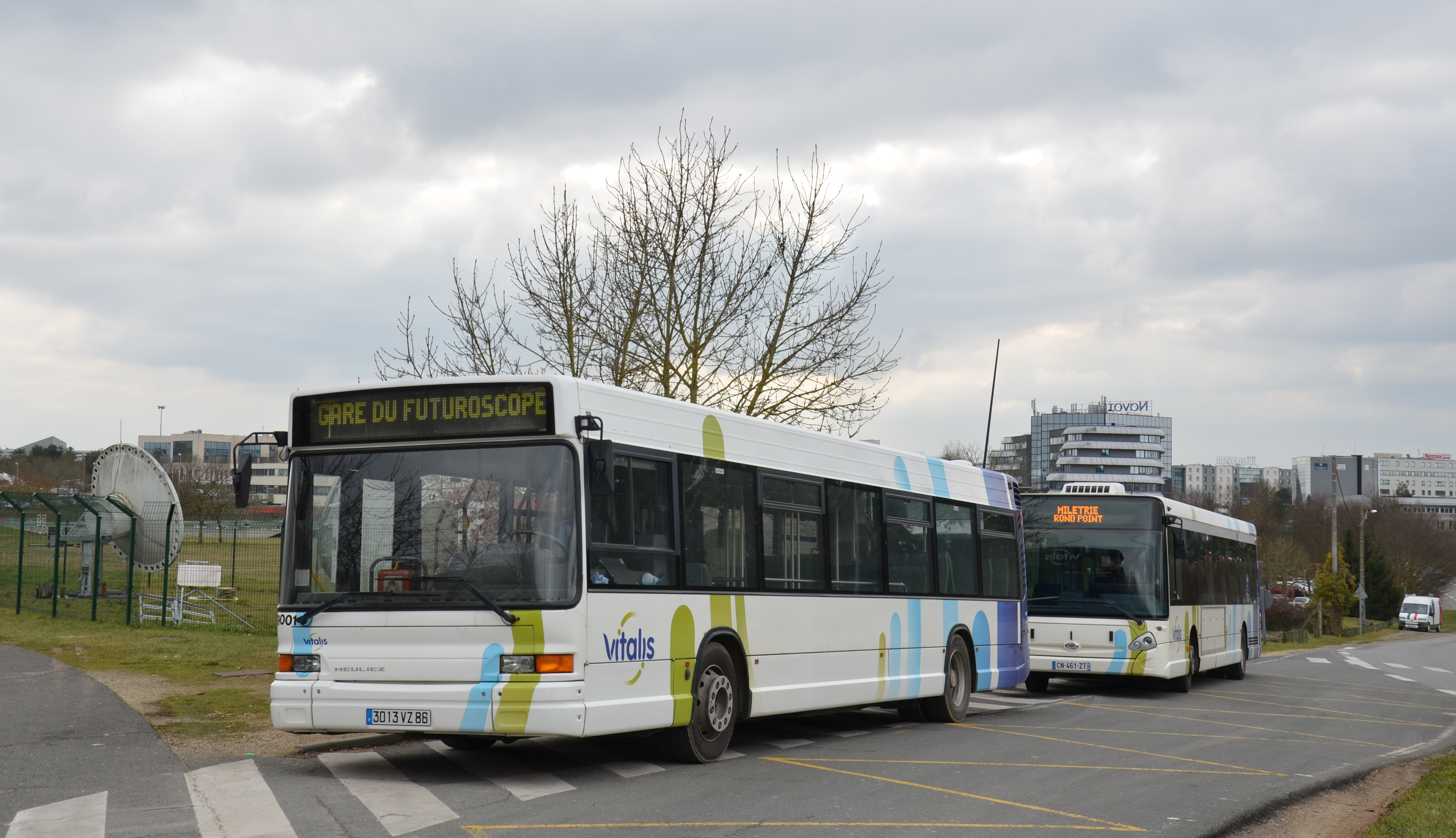
Le Futuroscope est desservi par les bus du réseau Vitalis.

Le parc est desservi par une gare TGV dédiée avec une passerelle directe, la gare du Futuroscope, inaugurée en 2000. Elle est desservie par une partie des trains Paris-Poitiers, Paris-Bordeaux ainsi que par des TER vers Châtellerault et Tours.
Le Futuroscope est également accessible en voiture depuis l'autoroute A10,  28 : Futuroscope, Chasseneuil-du-Poitou (km 296).
Enfin, le parc est accessible en transports en commun par les lignes 1, 21, et E du réseau Vitalis, desservant notamment la gare de Poitiers et le centre-ville.